# Kiss Gábor (nyelvész)
Kiss Gábor (Budapest, 1955. április 19. –) számítógépes lexikográfus, nyelvész, egyetemi oktató, a Tinta Könyvkiadó igazgatója, a Magyar szókincstár főszerkesztője.

## Iskolái
A budapesti Piarista Gimnázium elvégzése után, 1974-től két évet a MÜM Elektronikai Ipari Műszerész Szakiskolában tanult, 1976-ban sikeres szakmunkásvizsgát tett. Az Eötvös Loránd Tudományegyetem Természettudományi Karán programozó matematikus szakán 1979-ben kitűnő minősítésű diplomát szerzett. A szak elvégzésének utolsó évében, 1978-ban elkezdte a ELTE Bölcsészettudományi Kar (ELTE-BTK) az általános és alkalmazott nyelvész szakot, ahol jelesre diplomázott. Majd 1995-ben elvégezte az Eötvös Loránd Tudományegyetem Tanítóképző Főiskolai Karán magyar nyelv és irodalom szakos tanár szakot is. 2008-ban a Magyar Művelődési Intézetben Antikváriumi előadói szakvizsgát tett.

## Munkahelyei
Első munkahelye a Magyar Tudományos Akadémia Nyelvtudományi Intézetének fonetikai osztályán volt, ahol a magyar és orosz beszélő számítógépek programjának kifejlesztésén, a magyar beszéd akusztikai szerkezetének kutatásán dolgozott 1979–1986-ban. Majd 1999-ig MTA Nyelvtudományi Intézetének lexikográfiai osztályán. Ezt követően 1999–2006 között a korpusznyelvészeti osztályon állt alkalmazásban.
Eközben feleségével, Temesi Violával családi vállalkozásba kezdtek, és 1992-ben megalapították a Tinta Könyvkiadót, ahol a mai napig mint tulajdonos, ügyvezető igazgató dolgozik. Szótárak, nyelvészeti szakmunkák kiadásával foglalkozik.

## Családja
Szülei: néhai dr. Kiss Ferenc okleveles könyvvizsgáló, főkönyvelő, Heiszer Márta szövőnő, nyugdíjas.
Nős, felesége Temesi Viola tipográfus, olasz–magyar szakos tanár. A Tinta Könyvkiadót együtt alapították. 4 gyermekük van: Kiss Márton (sz.: 1982) informatikus, Kiss Gyula (sz.: 1984) gazdasági menedzser, Kiss Zita (sz.: 1990) informatikus, Kiss Zsuzsanna (sz.: 1995) cukrász.

## Oktatói munkája
1982-től az ELTE BTK Általános és alkalmazott nyelvészeti szakán, az ELTE TTK Informatikus szakán és a Szegedi Tudományegyetem Könyvtár szakán oktatta többek között a következő kurzusokat:
- Számítógépes nyelvészet
- Mesterséges beszéd-előállítás
- Lexikográfia és lexikológia
- Számítógépes lexikográfia
- Szaknyelvi és terminológiai ismeretek

## Társasági tagságai

### Szakmai szervezetben
- Magyar Nyelvtudományi Társaság, tag (1979-től)
- Papír és Nyomdaipari Műszaki Egyesület, tag (1998-tól)
- MTA Szótári Munkabizottság, tag (2001-től)
- Magyar Alkalmazott Nyelvészek és Nyelvtanárok Egyesülete, választmányi tag (2007-től)

### Társadalmi tevékenység
- Albertfalvi Római Katolikus Egyházközség képviselőtestület, tag (1986-tól)
- Albertfalvi Don Bosco Katolikus Általános Iskola, alapító tag (1992)
- Albertfalvi Keresztény Társaskör, alapító tag, tag (1993-tól), elnök (1993-2002),
- Szarvas Gábor Asztaltársaság, tag (2003-tól), titkár (2005-től)
- Papp Ferenc Baráti Kör, tag

## Díjai, elismerései
- Akadémiai Ifjúsági Díj (1984)
- Braille Emlékérem (1996)
- Fitz József-díj (1999)
- Pro Cultura Hungarica díj (2000)
- Albert herceg díj (2011)
- Albertfalvi Szent Mihály Akadémia örökös tagja (2013)
- Lőrincze Lajos-díj (2008)

### Szabadalom
Két szabadalom a magyar beszéd mesterséges előállítása körében:
- Eljárás és berendezés szintetizátor(ok) vezérlésére, szótár nélküli szintetizált beszéd a vezérléssel quasi azonos időben történő előállítására. MTA Nyelvtudományi Intézete, szolgálati szabadalom. 1982. május 5. Társak: Nikléczy Péter, Olaszy Gábor.
- Eljárás és berendezés hang szintetizálására előnyösen beszéd és/vagy ének szótár nélküli vezérléssel teljes egészében azonos idejű előállítására. MTA Központi Fizikai Kutató Intézete, szolgálati szabadalom, 1985. szeptember 18. Társak: Arató András, Lukács József, Vaspöri Teréz.

## Főbb művei, publikációk

### Könyv
- Képes Diákszótár, Akadémiai Kiadó, Főszerkesztők: Grétsy László, Kemény Gábor, 1992, a szerkesztésben közreműködött
- Jókai-szótár, Unikornis Kiadó, 1994. Szerző. Társszerzők: Balázs Géza, P. Eőry Vilma, J. Soltész Katalin, T. Somogyi Magda
- Magyar szókincstár. Rokon értelmű szavak, szólások és ellentétek szótára. 1998. Tinta Könyvkiadó, főszerkesztő
- Új szavak, új jelentések 1997-ből, Tinta Könyvkiadó, 2000., társszerző Pusztai Ferenc
- Szólások – 5000 magyar állandósult szókapcsolat betűrendes értelmező dióhéjszótára, Tinta Könyvkiadó, 2005., társszerző Bárdosi Vilmos
- Közmondások – 3000 magyar közmondás és szójárás betűrendes értelmező dióhéjszótára. Tinta Könyvkiadó, 2005., társszerző Bárdosi Vilmos
- Szinonimák – 20000 rokon értelmű szó dióhéjszótára, Tinta Könyvkiadó, 2008., társszerző Bárdosi Vilmos
- Régi szavak szótára – Kihalt, elfeledett és kiveszőben lévő szavak, szóalakok és szójelentések magyarázata. Tinta Könyvkiadó, 2012., főszerkesztő
- Tájszavak – A magyar nyelvjárások atlaszának szavai, szóalakjai. Tinta Könyvkiadó, 2012., társszerkesztő: Bató Margit
- Bölcs tanácsok. 4000 közmondás, szólás a Czuczor-Fogarasi szótárból; Tinta Könyvkiadó, 2014, társszerző Kiss Bernadett (Az ékesszólás kiskönyvtára)
- Kis magyar tájszótár – 5800 népies és tájnyelvi szó magyarázata. Tinta Könyvkiadó, 2014
- Tulajdonságszótár. 3150 személyleíró szó magyarázata és ellentéte, valamint fogalomköri csoportosítása; Tinta Könyvkiadó, 2015., társszerkesztő: Dormán Júlia (Az ékesszólás kiskönyvtára)
- Aranyigazságok. 3700 szólás, közmondás Kresznerics Ferenc reformkori szótárából; 2016, társszerkesztő: Kiss Bernadett, Miksné Mátyási Eszter; (Az ékesszólás kiskönyvtára)
- Erdős Attila–Kiss Gábor: Vallási szavak kisszótára; Tinta, Bp., 2016 (Az ékesszólás kiskönyvtára)
- A hagyományos paraszti világ nyelvjárási szókincsének szótára, Tinta Könyvkiadó, Bp., 2017
- Kiss Gábor – Szabó Mihály: Magyar–angol szókincsbővítő szinonimaszótár. 2000 magyar szó 9500 szinonimája angol megfelelőkkel, Tinta Könyvkiadó, Bp., 2017 (Híd Szótárak)
- Kiss Gábor – Kohári Anna: Nyelvészeti kisszótár, Tinta Könyvkiadó, Bp., 2017 (Az ékesszólás kiskönyvtára)
- Kiss Gábor – Lukács Lilla: Magyar szókincsteszt-munkafüzet. 40 feladatsor 5 szinten. Tinta Könyvkiadó, Bp., 2017 (Anyanyelvi kompetenciafejlesztő munkafüzetek)
- Eőry Vilma – Kiss Gábor – Kőhler Klára: Magyar szókincsbővítő diákszótár, 2000 régi, ritka, kevésbé ismert szó és szójelentés magyarázata, Tinta Könyvkiadó, Bp., 2018 (Az ékesszólás kiskönyvtára)
- Nagy magyar tájszótár. 55000 népies, tájnyelvi és archaikus szó magyarázata. Tinta Könyvkiadó, 2019, főszerkesztő
- Eőry Vilma – Kiss Gábor – Kőhler Klára: Magyar értelmező alapszótár diákoknak. A leggyakoribb és legfontosabb 2000 magyar szó magyarázata példamondatokkal, Tinta Könyvkiadó, 2019
- Balázsi József Attila – Kiss Gábor: Népies szólások, közmondások és életbölcsességek enciklopédiája, Tinta Könyvkiadó, Bp., 2020 (TINTA Szótárak)
- Magyar szólástár, Európai fogalomtár, Etimológiai szótár, Értelmező szótár+, Angol–magyar informatikai szótár: a szótárak szerkesztésében közreműködött

### Tudományos publikációk
Tudományos cikkek magyar, angol, orosz, német, eszperantó nyelven a számítógépes nyelvészet, a mesterséges beszéd-előállítás, a lexikográfia, a nyelvtörténet, a korpusznyelvészet, a szójelentés, a szókincsvizsgálat területéről.
- Kiss, Gábor 1980. EDU Analyse der morphologischen Struktur ungarischer Substantive. In: Proceedings of the Symposium on Speech Acoustics. Budapest, Sep. 30–Oct. 2 1980. Speech Recognition by Human and by Machine. Edited: Tamás, Tarnóczy – Klára, Vicsi. Kiadó: –. Budapest. 1980. 71–76. oldal. ISBN –.
- Kiss Gábor – Olaszy Gábor 1980. A beszédszintetizálás fejlődése és a számítógép szerepe. Mesterséges beszéd számítógéppel. I. Fir.: Számítástechnika. Szerk.: –. Kiadó: –. Hely: –. 1980. október hó 5. oldal. ISBN –.
- Kiss Gábor – Olaszy Gábor 1980. A gépi beszéd alkalmazási területei. Mesterséges beszéd számítógéppel. II. Fir.: Számítástechnika. Szerk.: –. Kiadó: –. Hely: –. 1980. november hó. 5. oldal. ISBN –.
- Kiss Gábor – Olaszy Gábor 1980. Magyarul szól. Mesterséges beszéd számítógéppel. III. Fir.: Számítástechnika. Szerk.: –. Kiadó: –. Hely: –. 1980. december hó. 4–5. oldal. ISBN –.
- Kiss Gábor 1981. A dinamikus röntgenográfiai vizsgálat számítógépes programja. Fir.: Magyar Fonetikai Füzetek [MFF] 7. A beszédhang minősége. Szerk.: –. Magyar Tudományos Akadémia Nyelvtudományi Intézete. Budapest. 1981. 56–58. oldal. ISBN –, ISSN 0134-1545.
- Kiss Gábor – Olaszy Gábor 1981. Magyar nyelvű szintetizált, hangosított kimenet. In: A magyarországi PDP-felhasználók első HLUG ’81 tanfolyama. Előadások. Decus–HLUG ’81. Budapest, 1981. január 27. Szerk.: –. Neumann János Számítógéptudományi Társaság. Budapest. 1981. 4. oldal. ISBN –.
- Kiss Gábor – Olaszy Gábor 1982. A magyar beszéd automatikus szintézisének első lépcsője. Fir.: Magyar Fonetikai Füzetek [MFF] 10. A beszéd akusztikai és fonetikai szerkezete. Szerk.: Bolla Kálmán. Magyar Tudományos Akadémia Nyelvtudományi Intézete. Budapest. 1982. 110–116. oldal. ISBN –, ISSN 0134-1545.
- Kiss Gábor – Olaszy Gábor 1982. A magyar beszéd előállítása számítógéppel. Fir.: Információ és Elektronika. Szerk.: –. Kiadó: –. Hely: –. 1982. 4. szám. 344–354. oldal. ISBN –.
- Kiss Gábor – Olaszy Gábor 1982. Interaktív beszédszintetizáló rendszer számítógéppel és OVE III. beszédszintetizátorral. Fir.: Magyar Fonetikai Füzetek [MFF] 10. A beszéd akusztikai és fonetikai szerkezete. Szerk.: Bolla Kálmán. Magyar Tudományos Akadémia Nyelvtudományi Intézete. Budapest. 1982. 21–45. oldal. ISBN –, ISSN 0134-1545.
- Kiss Gábor – Olaszy Gábor 1983. A számítógép magyar nyelvű szöveget hangosít meg. Gépi beszéd az iparnak. Fir.: Technika. Szerk.: –. Kiadó: –. Hely: –. 1983. IV. szám. – oldal. ISBN –.
- Kiss Gábor 1984. Komputilo Kaj Homo. La Hungarlingva teksto-parolo-transforma sistemo HUNGAROVOX. In: Teksto–Prolboro. Szerk.: Koutny Ilona. Scienca Eldona Centro. Budapest. 1984., 2. 8–10. oldal. ISBN 963 571 147 6.
- Kiss Gábor – Olaszy Gábor 1984. A HUNGAROVOX magyar nyelvű, szótár nélküli valós idejű, párbeszédes beszédszintetizáló rendszer. Fir.: Információ és Elektronika. Szerk.: –. Kiadó: –. Hely: –. 1984. 2. szám. 98–111. oldal. ISBN –.
- Kiss Gábor 1985. A magyar magánhangzók első két formánsának meghatározása szintetizált hangmintákat felhasználó percepciós kísérlet segítségével. Fir.: Nyelvtudomány Közlemények [NyK]. Szerk.: –. Kiadó: –. Budapest. 1985. 87. kötet, 1. szám. 160–172. oldal. ISBN –, ISSN 0029-6791.
- Kiss Gábor 1985. Parol-sintezo kun nelimigita vortaro en la spegulo de la hungara lingvo. In: Perkomputila tekstoprilaboro. Szerk.: Koutny Ilona. Scienca Eldona Centro. Budapest. 1985. 33–47. oldal. ISBN 963 571 147 6.
- Arató András – Kiss Gábor – Tajthy Tamás 1986. A MEA 8000 beszédszintetizátor Commodore 64 számítógépen működő fejlesztőrendszere. Fir.: Magyar Fonetikai Füzetek [MFF] 15. Hangtani értekezések. Szerk.: Bolla Kálmán. Magyar Tudományos Akadémia Nyelvtudományi Intézete. Budapest. 1986. 143–154. oldal. ISBN –, ISSN 0134-1545.
- Bolla Kálmán – Kiss Gábor 1986. A hangszabvány magánhangzóinak számítógépes bemutatása. Fir.: Magyar Fonetikai Füzetek [MFF] 15. Hangtani értekezések. Szerk.: Bolla Kálmán. Magyar Tudományos Akadémia Nyelvtudományi Intézete. Budapest. 1986. 143–174. oldal. ISBN –, ISSN 0134-1545.
- Bolla, Kálmán – Kiss, Gábor 1987. The phonetic basis of artificial Russian speech, its generation by computer and its application. Fir.: Studies in phonetics: Papers by Hungarian phoneticians submitted for the 11th International Congress of Phonetic Sciences; Hungarian Papers in Phonetics; Magyar Fonetikai Füzetek [MFF] 17. Edited: Kálmán Bolla. Linguistics Institute of the Hungarian Academy of Sciences [Magyar Tudományos Akadémia Nyelvtudományi Intézete]. Budapest. 1987. Pages 5–43. ISBN 963 8461 25 X, ISSN 0134-1545.
- Bolla, Kálmán – Kiss, Gábor 1987. The phonetic basis of artificial Russian speech, its generation by computer and its application. In: 11th International Congress of Phonetic Sciences. Edited: Kiadó: –. Tallin, Szovjetunió. 1987. Volume 3, Pages 105–108. ISBN –.
- Kiss Gábor 1987. Magyar nyelvű szöveg-beszéd átalakítása az Magyar Tudományos Akadémia Nyelvtudományi Intézetében. In: A magyarországi PDP-felhasználók hatodik HLUG ’87 tanfolyama. Decus-HLUG ’87. Előadások. 1897. február 27–30. Szerk.: –. Neumann János Számítógéptudományi Társaság. Keszthely. 1987. 54–56. oldal. ISBN –.
- Kiss, Gábor – Arató, András – Lukács, József – Sulyán, János – Vaspöri, Teréz 1987. Braille-lab, a full Hungarian text-to-speech microcomputer for the blind. Fir.: Studies in phonetics: Papers by Hungarian phoneticians submitted for the 11th International Congress of Phonetic Sciences; Hungarian Papers in Phonetics; Magyar Fonetikai Füzetek [MFF] 17. Edited: Kálmán Bolla. Linguistics Institute of the Hungarian Academy of Sciences [Magyar Tudományos Akadémia Nyelvtudományi Intézete]. Budapest. 1987. Pages 116–131. ISBN 963 8461 25 X, ISSN 0134-1545.
- Kiss Gábor – Arató András – Lukács József – Sulyán János – Vaspöri Teréz 1987. Braille-lab, szöveg-beszéd átalakítóval ellátott mikroszámítógép vakok részére. Fir.: Információ és Elektronika. Szerk: –. Kiadó: –. Hely: –. 1987. 3. szám. 137–142 oldal. ISBN –.
- Kiss, Gábor – Arató, András – Lukács, József – Sulyán, János – Vaspöri, Teréz 1987. Braille-lab, a full Hungarian text-to-speech microcomputer for the blind. In: Tallin 11th International Congress of Phonetic Sciences. Edited: –. Kiadó: –. Tallin, Szovjetunió. 1987. Volume 2, Pages 176–179. ISBN –.
- Kiss Gábor 1989. Az Univoice-hoz vezető út. A magyar beszéd előállítása formánsszintetizátorral. 1. rész. Fir.: Computerworld, Számítástechnika. Szerk.: –. Kiadó: –. Hely: –. 1989. július 8. IV. évfolyam, 28. szám. 16. oldal. ISBN –.
- Kiss Gábor 1990. Magyar helyesírás-ellenőrző programok ellenőrzése és összeállítása. In: Könyv Papp Ferencnek. Tanulmánygyűjtemény Papp Ferenc 60. születésnapjára. Szerk.: Hunyadi László – Klaudy Kinga – Lengyel Zsolt – Székely Gábor. Kossuth Lajos Tudományegyetem. Debrecen. 1991. 325–334. oldal. ISBN 963 471 811 6.
- Kiss Gábor 1990. A 400 éves Vizsolyi Biblia vizsgálata számítógéppel. Fir.: Computerworld, Számítástechnika. Szerk.: –. Kiadó: –. Hely: –. 1990. július 19. V. évfolyam, 29. szám. 16–17. oldal. ISBN –.
- Kiss Gábor 1990. A Vizsolyi Biblia Lukács evangéliumában található ősi, irányt jelölő igekötők konkordanciája. In: Emlékkönyv Zsilka János professzor 60. születésnapjára. Szerk.: Havas Ferenc – Horváth Katalin – Ladányi Mária. ELTE BTK Általános és Alkalmazott Nyelvészeti Tanszéke. Budapest. 1990. 146–152. oldal. ISBN 963 462 551 7.
- Kiss Gábor 1990. ’tanituanyoc, tanituánjoc, tanituánjokat, tanituan’. A Vizsolyi Biblia számítógépes vizsgálata különös tekintettel a ny hang ingadozó jelölésére. Fir.: Egyetemi Fonetikai Füzetek [EFF] 3. Szerk.: –. ELTE Bölcsészettudományi Kar. Budapest. 1990. 87–101. oldal. ISBN –.
- Kiss Gábor 1991. Az u/ú és v hangok jelölése a Vizsolyi Biblia evangéliumaiban. Fir.: Magyar Fonetikai Füzetek [MFF] 23. Studia in honorem Andreae O. Vértes oblata a collegis et discipulis. Szerk.: Szende Tamás. Magyar Tudományos Akadémia Nyelvtudományi Intézete. Budapest. 1991. 96–107. oldal. ISBN 963 8461 50 0, ISSN 0134-1545.
- Kiss Gábor 1991. A WordPerfect szövegszerkesztő programozási lehetőségeinek felhasználása a szövegek szótárszerű feldolgozásának előkészítésében – Bemutatva a Vizsolyi Biblia négy evangéliumán. In: Első Magyar Alkalmazott Nyelvészeti Konferencia I–II. [A Nyíregyházán 1991. május 3–4-én megrendezett konferencia előadásai.] Szerk.: –. Magyar Alkalmazott Nyelvészek és Nyelvtanárok Egyesülete [MANYE] – Bessenyei György Tanárképző Főiskola. Nyíregyháza. 1991. I. kötet, 303–308. oldal. ISBN 963 7170 24 3 Ö; 963 7170 25 1.
- Balogh Lajos – Kiss Gábor 1992. A magyar nyelvjárások atlaszának számítógépes feldolgozása. Fir.: Linguistica Series A, Studia et dissertationes 9. Társadalmi és területi változatok a magyar nyelvben. [Budapesten 1990. szeptember 27–28-án rendezett „élőnyelvi konferencia” előadásai.] Szerk.: Kontra Miklós. Magyar Tudományos Akadémia Nyelvtudományi Intézete. Budapest. 1992. 5–18. oldal. ISBN 963 8461 66 7.
- Kiss Gábor 1992. Mikor jó egy helyesírás-ellenőrző? Fir.: Alaplap, Mikroszámítógép Magazin. Szerk.: –. Kiadó: –. Hely: –. 1992. május. 7–8. oldal. ISSN 0865-9788.
- Kiss Gábor 1992. Computational Work on the Students Illustrated Dictionary of Hungarian and the Computational Study of its Vocabulary. In: Complex ’92, Papers in Computational Lexicography. [A Budapesten 1992. október 4–8. között megtartott konferencia előadásai.] Edited: Ferenc Kiefer – Gábor Kiss – Júlia Pajzs. Linguistics Institute, Hungarian Academy of Sciences [Magyar Tudományos Akadémia Nyelvtudományi Intézete]. Budapest. October 4–8, 1992. Pages 191–198. ISBN 963 8461 67 5.
- Büky Béla – Kiss Gábor 1993. Data-Base of the Hungarian Literary Language as the Service of the Lexicography and Stylistics. – On the Data Base of the Hungarian Literary Language as a Device in the Research Work on Lexicography and Stylistics. Morphological variants in the standard Hungarian. In: 10th World Congress of the International Association of Applied Linguistics. AILA ’93. Abstracts. Edited: –. Association of Applied Linguistics [AILA]. Amsterdam. 1993. Page 278. ISBN –.
- Kiss Gábor 1993. Sátort vagy sátrat? A nyelvi változás dinamizmusáról. In: Állapot és történet – szinkrónia és diakrónia – viszonya a nyelvben. [Az 1992. október 5–7. között tartott konferencia előadásai.] Szerk.: Horváth Katalin – Ladányi Mária. ELTE BTK Általános és Alkalmazott Nyelvészeti Tanszék. Budapest. 1993. 105–114. oldal. ISBN 963 462 823 0.
- Kiss Gábor 1994. A magyar bibliafordítás története. [Albertfalván az Albertfalvi Helytörténeti Gyűjtemény és Iskolamúzeumban 1994. szeptember 29. és október 7. között megrendezésre kerülő „Bibliakiállítás” kísérőfüzete.] Összeállította: Kiss Gábor. Albertfalvi Keresztény Társas Kör. Budapest–Albertfalva. 1994. 1–8. oldal. ISBN –.
- Büky Béla – Kiss Gábor 1995. Morphological Variants in Standard Hungarian : A Computational Outline. Fir.: Eurasian Studies Yearbook. Ural-Altaische Jahrbücher – Ural-Altaic Yearbook. Edited: Gyula Décsy – András J. E. Bodrogliget. Eurolingva 67. Berlin–Bloomindton–London–Paris–Toronto. 1995. Pages 119–125. ISBN 0 931922 54 2, ISSN 0042-0787.
- Büky Béla – Kiss Gábor 1996. The preferential use of verbal prefixes in Hungarian from diachronic and synchronic points of view. In: Societas Linguistica Europeae. Universals versus Preferences. 29th Annual Meeting. University of Klagenfurt Programme & Abstracts. Edited: –. Societas Linguistica Europeae. Klagenfurt. September 4–8, 1996. Page 17. ISBN –.
- Villó Ildikó – Kiss Gábor 1996/1997. Mozgást jelentő igék szinonimitásának vizsgálata. In: Emlékkönyv B. Lőrinczy Éva 70. születésnapjára. Tanítványai, munkatársai és barátai. Linguistica series A, Studia et dissertationes, 21. Szerk.: Bánki Judit. Magyar Tudományos Akadémia Nyelvtudományi Intézete. Budapest. 1996/1997. 123–126. oldal. ISBN 963 9074 02 0.
- Büky Béla – Kiss Gábor 1997. The main statements of theories as determined by semiotic method. In: Proceedings of the Fifth Congress of the International Association for Semiotic Studies. Semiotics around the World: Synthesis in Diversity. Berkeley, 1994. [A szerzők előadása 1994. június 14-én hangzott el a berkeley-i kongresszuson.] Edited: Irmengard Rauch – Gerald F. Carr. Mouton de Gruyter. Berlin–New York. 1997. Pages 187–190. ISBN 3 11 012223 5.
- Kiss Gábor 1997. Kísérlet a Földrajzi nevek etimológiai szótárának számítógépes feldolgozására. In: Szavak – nevek – szótárak. Írások Kiss Lajos 75. születésnapjára. Szerk.: Kiss Gábor – Zaicz Gábor. Magyar Tudományos Akadémia Nyelvtudományi Intézete. Budapest. 1997. 204–220. oldal. ISBN 963 9074 06 3.
- Kiss Gábor – Büky Béla: 1997. Deux étapes de l’emploi des préfixes verbaux en hongrois: ancien hongrois – hongrois moderne du 20e siècle. – The use of the verbal prefixes in the late old Hungarian and in the 20th century Hungarian. In: XVIe Congrès International des Linguistes, Résumés, – XVIth International Congress of Linguists, Abstracts. Edited: –. Kiadó: –. Paris 1997, 20–25 juillet, July 20–25, 1997. Page 46. ISBN –.
- Kiss Gábor 1998. A magyar nyelv értelmező szótára címszavainak komplexitása. In: Elemszerkezet és linearitás. A jelentés és szerkezet összefüggése. [Az 1995. szeptember 18–19-én az ELTE BTK-n megrendezett konferencia előadásai.] Szerk.: Horváth Katalin – Ladányi Mária. ELTE BTK Általános és Alkalmazott Nyelvészeti Tanszék. Budapest. 1998. 141–148. oldal. ISBN 963 463 251 3.
- Kiss Gábor 1998. Egy- és kétnyelvű szótárak mint szinonimasorok forrásai. In: A szinonimitásról. [AZ ELTE BTK Általános és Alkalmazott Nyelvészeti tanszéke által 1997 októberében rendezett tudományos konferencia előadásainak tanulmánykötete]. Segédkönyvek a nyelvészet tanulmányozásához I. Szerk.: Gecső Tamás – Spannraft Marcellina. TINTA Könyvkiadó. Budapest. 1998. 89–96. oldal. ISBN 963 85622 3 4, ISSN 1419-6603.
- Isabell Forbes – Kiss Gábor 1999. Colour Categorization and Naming in French and Hungarian. In: Language and Parole in Synchronic and Diachronic Perspective. Edited: –. Kiadó: –. Amsterdam–Lausanne–New York–Oxford–Shannon–Singapore–Tokyo. 1999. Pages 181–188. ISBN 0 08 043581 5.
- Kiss Gábor 1999. Homonimák a magyar szótárakban. In: Poliszémia, homonímia. [AZ ELTE BTK Általános és Alkalmazott Nyelvészeti Tanszéke által 1998 októberében rendezett tudományos konferencia előadásainak tanulmánykötete.] Segédkönyvek a nyelvészet tanulmányozásához II. Szerk.: Gecső Tamás. TINTA Könyvkiadó. Budapest. 1999. 117–123. oldal. ISBN 963 86013 1 0, ISSN 1419-6603.
- Kiss Gábor 2000. A give és az ad ige előfordulása George Orwell „1984” című regényének angol és magyar nyelvű párhuzamos korpuszában – összevetve kétnyelvű szótáraink adataival. In: Lexikális jelentés, aktuális jelentés. [Az ELTE BTK Általános és alkalmazott nyelvészeti tanszéke által 1999 októberében rendezett konferencia előadásai.] Segédkönyvek a nyelvészet tanulmányozásához IV. Szerk.: Gecső Tamás. TINTA Könyvkiadó. Budapest. 2000. 153–167. oldal. ISBN 963 86090 1 X, ISSN 1419-6603.
- Büky Béla – Kiss Gábor 2001. Equivalence and Non-equivalence in Parallel Corpora. Fir.: International Journal of Corpus Linguistics. (Special Issue.) Edited: Wolfgang Teubert. John Benjamins Publishing Co. Amsterdam. 2001. Vol. 6. Pages 167–177. ISBN –, ISSN 1384-6655.
- Kiss Gábor 2001. Az „átvitt” minősítésű frazeológiai egységek A magyar nyelv értelmező szótárában. In: A metafora grammatikája és stilisztikája. [Tanulmánykötet a Miskolci Egyetem Bölcsészettudományi Karának Magyar Nyelvtudományi Tanszéke által 1999. október 11–12-én rendezett konferencia előadásaiból.] Segédkönyvek a nyelvészet tanulmányozásához X. Szerk.: Kemény Gábor. TINTA Könyvkiadó. Budapest. 2001. 158–169. oldal. ISBN 963 9372 06 4, ISSN 1419-6603.
- Kiss Gábor – Forbes, Isabel 2001. Piros, vörös, – red, rot, rouge. In: Kontrasztív szemantikai kutatások. [Az ELTE BTK Általános és Alkalmazott Nyelvészeti Tanszéke által 2000 októberében tartott tudományos konferencia előadásai.] Segédkönyvek a nyelvészet tanulmányozásához XI. Szerk.: Gecső Tamás. TINTA Könyvkiadó. Budapest. 2001. 190–199. oldal. ISBN 963 9372 15 3, ISSN 1419-6603.
- Balogh Lajos – Kiss Gábor 2002. Analitikus elemzési lehetőségek A magyar nyelvjárások atlaszának számítógépre vitt anyagán. In: IV. Dialektológiai Szimpozion. [A Szombathelyen 2011. augusztus 23–25. között megrendezett tudományos konferencia előadásai.] Szerk: Szabó Géza – Molnár Zoltán – Guttman Miklós. Berzsenyi Dániel Tanárképző Főiskola Magyar Nyelvészeti Tanszéke. Szombathely. 2002. 41–54. oldal. ISBN 963 92 90 52 1.
- Kiss Gábor 2002. Egy meglepő irányú nyelvi változás: sátort helyett ma már sátrat. Gondolatok ingadozva használt szótöveinkről. In: Éltető anyanyelvünk. Írások Grétsy László 70. születésnapjára. Szerk.: Balázs Géza – A. Jászó Anna – Koltói Ádám. TINTA Könyvkiadó. Budapest. 2002. 287–291. oldal. ISBN 963 9372 23 4.
- Bárdosi Vilmos – Kiss Gábor – Kiss Márton – Rapcsák Tamás 2004. Kísérlet magyar szavak jelentéshasonlóságának meghatározására a Magyar szókincstár segítségével. In: II. Magyar Számítógépes Nyelvészeti Konferencia. [A Szegeden 2004. december 9–10-én rendezett konferencia előadásai.] Szerk.: –. Szegedi Tudományegyetem Informatikai Tanszékcsoport. Szeged. 2004. 27–37. oldal. ISBN –.
- Kiss Gábor 2004. A Nagyszótár címszójegyzékéről és az archivális cédulagyűjtemény nagyságáról, gazdagságáról. In: A lexikográfia Magyarországon. Segédkönyvek a nyelvészet tanulmányozásához XXXV. Szerk.: Fóris Ágota – Pálfy Miklós. TINTA Könyvkiadó. Budapest. 2004. 39–52. oldal. ISBN 963 7094 14 8, ISSN 1419-6603.
- Kiss Gábor 2004. A piros, vörös és más színnevek használata a Magyar Nemzeti Szövegtár alapján. In: Variabilitás és nyelvhasználat. [Az ELTE BTK Általános és Alkalmazott Nyelvészeti Tanszéke által 2002 októberében rendezett konferencia előadásai.] Segédkönyvek a nyelvészet tanulmányozásához XXXIV. Szerk.: Gecső Tamás. TINTA Könyvkiadó. Budapest. 2004. 160–165. oldal. ISBN 963 7094 05 9, ISSN 1419-6603.
- Kiss Gábor 2004. Életmódváltás – szókincseltolódás. Szókészletvizsgálat a Magyar Néprajzi Lexikon anyagán. In: Nyelvvesztés, nyelvjárásvesztés, nyelvcsere. [A Nyíregyházán 2002. augusztus 26–28-án megrendezett konferencia előadásai.] Segédkönyvek a nyelvészet tanulmányozásához XXXII. Szerk.: P. Lakatos Ilona – T. Károlyi Margit. TINTA Könyvkiadó. Budapest. 2004. 237–247. oldal. ISBN 963 7094 00 8, ISSN 1419-6603.
- Kiss Gábor – Kiss Márton 2004. Kísérlet egy szócsoport elemei jelentéshasonlóságának meghatározására. In: „…Még onnét is eljutni túlra…” Nyelvészeti és irodalmi tanulmányok Horváth Katalin tiszteletére. Segédkönyvek a nyelvészet tanulmányozásához XXXIII. Szerk.: Ladányi Mária – Dér Csilla – Hattyár Helga. TINTA Könyvkiadó. Budapest. 2004. 159–165. oldal. ISBN 963 7094 03 2, ISSN 1419-6603.
- Fedoszov Oleg – Kiss Gábor 2005. Vengerszkaja lekszikográfija opit i perszpektivi (poszbjásaetcjá akad. Lajosa Kisa, 1922–2003). In: Verba et historia. Igoru Nemcovki k 80. naozeninám. [A Prágában 2004. június 28–30-án tartott Slova a dejny 2004 konferencia előadásai.] Editori: Petr Nejedly, Miloslava Vajdlvá, Borise Lehecky. Ústav pro jazyk cesky Akademie ved Ceské republiky. Praha. 2005. 67–76. oldal. ISBN 80 86067 17 3, ISBN 80 86496 20 1.
- Kiss Gábor 2006. Bevezető Papp Ferenc A debreceni Thészaurusz c. írásához. In: Papp Ferenc-olvasókönyv. Papp Ferenc válogatott nyelvészeti tanulmányai. Segédkönyvek a nyelvészet tanulmányozásához 53. Szerk.: Klaudy Kinga. TINTA Könyvkiadó. Budapest. 2006. 254–255 oldal. ISBN 963 7094 49 0, ISSN 1419-6603.
- Kiss Gábor 2006. Az ideális szinonimaszótár. In: Nyelvi kompetencia – kommunikatív kompetencia. [Az ELTE BTK és a Kodolányi János Főiskola által 2005 októberében Budapesten megrendezett konferencia előadásai.] Szerk.: Gecső Tamás TINTA Könyvkiadó. Budapest. 2006. 192–201. oldal. ISBN 963 7094 58 X, ISSN 1419-6603.
- Kiss Gábor 2007. Megfigyelések az új Etimológiai szótárból kiindulva. In: Szarvas Gábor nyelvművelő napok, Ada, 2006. október 12., 13., 14. Szerk.: Hódi Éva. Szarvas Gábor Nyelvművelő Egyesület. Ada [Szerbia]. 2007. 13–26. oldal. ISBN 978 86 84819 15 6.
- Kiss Gábor – Kiss Márton 2008. Az Idegen szavak magyarul internetes szótár használatának nyelvi elemzése. In: A magyar mint európai és világnyelv. A XVIII. Magyar Alkalmazott Nyelvészeti Kongresszus előadásai. I–II. MANYE 5. kötet [A XVIII. Magyar Alkalmazott Nyelvészeti Kongresszuson a Balassi Intézetben 2008. április 3–5. között elhangzott előadások.] Szerk.: Nádor Orsolya. | Magyar Alkalmazott Nyelvészek és Nyelvtanárok Egyesülete – Balassi Intézet. Budapest. 2008. Kiss Gábor – Kiss Márton előadása a 2. kötetben található, ez a kötet CD formában látott napvilágot. 737–743 ISSN 1786-545X, ISBN 978 963 87866 4 7, ISBN 978 963 87866 5 4 Vol. 5/2.
- Kiss Gábor 2008. A szó az élet tükre. Kiadói előszó. In: Burget Lajos: Retró szótár. Korfestő szavak a második világháborútól a rendszerváltásig. Szerk.: –. TINTA Könyvkiadó. Budapest. 2008. [Második kiadás: 2015.] 7–12. oldal. ISBN 978 963 7094 84 2.
- Kiss Gábor – Kiss Márton 2008. Az Idegen szavak magyarul internetes szótár használatának elemzése. In: Szarvas Gábor nyelvművelő napok, Ada, 2007. október 11., 12., 13. Szerk.: Hódi Éva. Szarvas Gábor Nyelvművelő Egyesület. Ada [Szerbia]. 2008. 69–82. oldal. ISBN –.
- Kiss Gábor – Mandl Orsolya – Temesi Viola 2008. Névmutató; Szómutató; Betűszavak, mozaikszavak és rövidítések jegyzéke; Fogalomköri csoportosítás [összeállítása]. In: Burget Lajos: Retró szótár. Korfestő szavak a második világháborútól a rendszerváltásig. Szerk.: –. TINTA Könyvkiadó. Budapest. 2008. [Második kiadás: 2015.] 273–279; 281–321; 323–326; 327–345. oldal. ISBN 978 963 7094 84 2.
- Kiss Gábor 2009. Utószó Pesti Mizsér Gábor 1536-ból való Új Testamentum fordításának mai nyelvhez igazított kiadásához. In: Pesti Mizsér Gábor: Új Testamentum magyar nyelven. Az 1536-os kiadás szövege a mai magyar nyelvhez igazítva. [Kvázi reprint kiadás.] TINTA Könyvkiadó. Budapest. 2011. A kötet végén oldalszámozás nélkül 5 oldal terjedelemben. ISBN 978 963 7094 99 6.
- Bárdosi Vilmos – Kiss Gábor 2010. A magyar frazeológiai adatbázis létrehozása és az ebből generált szinonim frazémaszótár munkálatai. In: MSZNY 2010. VII. Magyar Számítógépes Nyelvészeti Konferencia, Szeged, 2010. december 2–3. Szerk.: Tanács Attila – Vincze Veronika. Szegedi Tudományegyetem Informatikai Tanszékcsoport. Szeged. 2010. 292–299. oldal. ISBN 978 963 306 075 9.
- Kiss Gábor 2010. A magyar lexikográfia eredményei, hiányosságai és teendői. In: Jelentés a magyar nyelvről (2006–2010). Új szavak szótára (1998–2010). Szerk.: Balázs Géza. Inter Kultúra-, Nyelv- és Médiakutató Központ Nonprofit Kft. – Magyar Szemiotikai Társaság. Budapest. 2010. 212–228. oldal. ISBN 978 963 88749 1 7.
- Kiss Gábor 2010. Az értelmező szótár mint a nyelv extrapolációja. In: Szótárak, szólások, nevek vonzásában. Köszöntő könyv Fábián Zsuzsanna tiszteletére. Segédkönyvek a nyelvészet tanulmányozásához 111. Szerk.: Bárdosi Vilmos – Kiss Gábor. TINTA Könyvkiadó. Budapest. 2010. 113–120. oldal. ISBN 978 963 9902 51 0, ISSN 1419-6603.
- Kiss Gábor 2010. Szótár a szótárban : a szótár szó előfordulásai A magyar nyelv értelmező szótárában. In: Szótárak, szólások, nevek vonzásában. Köszöntő könyv Fábián Zsuzsanna tiszteletére. Segédkönyvek a nyelvészet tanulmányozásához 111. Szerk.: Bárdosi Vilmos – Kiss Gábor. TINTA Könyvkiadó. Budapest. 2010. 223–230. oldal. ISBN 978 963 9902 51 0, ISSN 1419-6603.
- Kiss Gábor 2011. A Czuczor–Fogarasi-szótár helye a magyar szótárirodalomban. Fir.: Életünk. Irodalmi, művészeti és kritikai folyóirat. [A 2010. december 6-án Budapesten tartott konferencián elhangzott előadás írásos változata.] Szerk.: –. Kiadó: –. Hely: –. 2011. XLIX. évfolyam. 84–90. oldal. ISSN 0133-4751.
- Kiss Gábor 2011. Pesti Gábor és hatnyelvű szótára. In: Nomenclatura sex lingvarum. Pesti Gábor hatnyelvű szótára latin, olasz, francia, cseh magyar és német nyelven. Reprint kiadás. TINTA Könyvkiadó. Budapest. 2011. A kötet végén oldalszámozás nélkül 5 oldal terjedelemben. ISBN 978 615 5219 01 6.
- Kiss Gábor – Kiss Márton – Sáfrány-Kovalik Balázs – Tóth Dorottya 2011. A Magyar szóelemtár megalkotása és a Magyar gyökszótár előkészítő munkálatai. In: MSZNY 2011. VIII. Magyar Számítógépes Nyelvészeti Konferencia, Szeged, 2011. december 1–2. Szerk.: Tanács Attila – Vincze Veronika. Szegedi Tudományegyetem Informatikai Tanszékcsoport. Szeged. 2011. 102–109. oldal. ISBN 978 963 306 121 3.
- Kiss Gábor 2012. A magyar lexikográfia újabb eredményei, hiányosságai és feladatai. Fir.: Magyar Nyelvőr [NyR]. Szerk.: –. Kiadó: –. Hely: –. 2012. október–december, 136. évfolyam, 4. szám. 407–412. oldal. Nyomtatott: ISSN 0025-0236, elektronikus: ISSN 1585-4515.
- Kiss Gábor 2012. A szó az élet tükre. Az új szavak, és az új szavak magyar és külföldi szótárai. In: A 46. Magyar nyelv hete előadásai Vas megyében. „A magyar nyelv a legnagyobb hungarikum.” [A Szombathelyen 2012. április 23-án tartott megnyitón elhangzott előadás írásos változata.] Szerk.: –. Vas Megyei Tudományos Ismeretterjesztő Egyesület. Szombathely. 2012. 17–42. oldal. ISBN 978 615 5288 00 5.
- Kiss Gábor 2012. Deskripció vagy preskripció? A magyar nyelv értelmező szótárának nyelvszemlélete. In: Szavak pásztora. Írások Magay Tamás tiszteletére. Szerk.: Pintér Tibor – Pődör Dóra – P. Márkus Katalin. Grimm Kiadó. Szeged. 2012. 201–206. oldal. ISBN 978 963 9954 67 0.
- Kiss Gábor 2012. Szókincsbővítés. Kompetencia- és szókincsfejlesztés a TINTA Könyvkiadó egynyelvű szótáraival. Őrszavak. 2012. december. Elektronikus publikáció. https://web.archive.org/web/20160305052152/http://www.nyeomszsz.org/orszavak/pdf/05_kiss_gabor.pdf.
- Kiss Gábor – Kiss Márton 2012. A Magyar történeti Korpusz és a Magyar Nemzeti Szövegtár szókincsének összehasonlítása az Értelmező szótár+ címszójegyzéke felhasználásával. In: Szavak, frazémák, szótárak. Írások Bárdosi Vilmos 60. születésnapjára. Mots, phrasemes, dictionnaires. Mélanges offers a Vilmos Bárdosi pour ses 60 ans. Szerk.: Szabó Dávid. ELTE BTK Francia Tanszék, Egyetemközi Francia Központ. Budapest. 2012. 175–184. oldal. ISBN 978 963 284 282 0.
- Kiss Gábor 2012. Hungarian Dictionaries of Synonyms. In: Monolingual and Special Dictionaries, Hungarian Lexicography II. Lexikográfiai Füzetek 6. Edited: Fábián, Zsuzsanna. Akadémiai Kiadó. Budapest. 2012. Pages 175–202. ISBN 978 963 05 9286 4.
- Kiss Gábor – Kiss Márton 2013. A szövegkorpuszok szókincsének összehasonlítása szótári címszójegyzék felhasználásával – neologizmusok és archaizmusok detektálása. In: MSZNY 2013. IX. Magyar Számítógépes Nyelvészeti Konferencia, Szeged, 2013. január 7–8. Szerk.: Tanács Attila – Vincze Veronika. Szegedi Tudományegyetem Informatikai Tanszékcsoport. Szeged. 2013. 324–330. oldal. ISBN 978 963 306 189 3.
- Kiss Gábor 2014. A szóösszetételekről mint napjaink divatos szóalkotásáról és az összetételeket alkotó tőszavakról a Magyar értelmező kéziszótár új címszavai alapján. In: Nyelvben a világ. Tanulmányok Ladányi Mária tiszteletére. Segédkönyvek a nyelvészet tanulmányozásához 160. Szerk.: Havas Ferenc – Horváth Katalin – Kugler Nóra – Vladár Zsuzsa. TINTA Könyvkiadó. Budapest. 2014. 289–296. oldal. ISBN 978 615 5219 64 1, ISSN 1419-6603.
- Kiss Gábor |2014. Utószó. In: Szabó Dénes: A magyar nyelvemlékek. [Hasonmás kiadás.] TINTA Könyvkiadó. Budapest. 2014. 79–82. oldal. ISBN 978 615 5219 68 9.
- Kiss Gábor 2014. Túl a szavakon. A szavaknál nagyobb lexikai egységek – szókapcsolatok, szólások és közmondások – a Czuczor–Fogarasi-szótárban. E-nyelv Magazin 2014. november 25. Elektronikus publikáció. http://e-nyelvmagazin.hu/2014/11/25/tul-a-szavakon/.
- Kiss Gábor 2015. Előszó. In: Shakespeare-idézetek. 350 bölcsesség angolul és magyarul. Az ékesszólás kiskönyvtára 35. Összeállította: Cseszkó Renáta. TINTA Könyvkiadó. Budapest. 2015. 8–9. oldal. ISBN 978 615 5219 98 6.
- Kiss Gábor 2015. A magyar nyelv értelmező szótárában és lexikonokban, enciklopédiákban is megtalálható szókapcsolatok definícióinak összevetése. In: Szótár, lexikon, enciklopédia. Kérdések és feladatok. Segédkönyvek a nyelvészet tanulmányozásához 172. Szerk.: Fábián Zsuzsanna – Szőllősy Éva. TINTA Könyvkiadó. Budapest. 2015. 48–58. oldal. ISBN 978 963 409 009 0, ISSN 1419-6603.
- Kiss Gábor 2015. Ragok és névutók szinonimitása A magyar nyelv értelmező szótára alapján. In: Világ és nyelv szenvedéllyel. Köszöntő kötet Gecső Tamás 60. születésnapjára. Segédkönyvek a nyelvészet tanulmányozásához 174. Szerk.: Folmeg Márta – Jóri Anita. TINTA Könyvkiadó. Budapest. 2015. 151–166. oldal. ISBN 978 963 990 213 8, ISSN 1419-6603.
- E. Bártfai László – Kiss Gábor 2017. Szóbeszéd, búbánat, csicseriborsó. A rokon értelmű főnevekből összetett szavak. In: Magyar Nyelv, 2017. 113. évf. ősz 3. szám, 342–351 oldal
- Kicsi Sándor András – Kiss Gábor 2018. Univerzáliák az alapszínnevek lexikalizálásában. In: A színek és a színnevek világa. Fizikai, kultúr- és művészettörténeti, illetve nyelvtudományi témájú értekezések színekről és színelnevezésekről. 12 idegen nyelv színelnevezéseinek egybevetése a magyar nyelv színneveivel. Segédkönyvek a nyelvészet tanulmányozásához 206. Szerk.: Székely Gábor. TINTA Könyvkiadó. Budapest. 2018. 58–77. oldal. ISBN 978 963 409 184 4, ISSN 1419-6603.
- Dabóczy Zsófia – Kiss Gábor 2020. Színnevek az angol egynyelvű szótárakban és a definícióik. In: Színnevek a különböző nyelvekben és kultúrákban. Segédkönyvek a nyelvészet tanulmányozásához 212. Szerk.: Gecső Tamás – Szabó Mihály. TINTA Könyvkiadó. Budapest. 2020. 59–87. oldal. ISBN 978 963 409 220 9, ISSN 1419-6603.
- Kiss Gábor 2020. Az akadémiai kétnyelvű nagyszótárak magyar címszójegyzékének összevetése. In: Lexikográfiai, fordítástudományi tanulmányok és köszöntők Magay Tamás 90. születésnapjára. Segédkönyvek a nyelvészet tanulmányozásához 214. Szerk.: M. Pintér Tibor – P. Márkus Katalin. TINTA Könyvkiadó. Budapest. 2020. 73–98. oldal. ISBN 978 963 409 2582, ISSN 1419-6603.

### Könyvszerkesztés
- Computational lexicography Complex '90; Complex '92; Complex '94; Complex '96; Complex '99; Complex 2003; Comlpex 2005; Kiefer Ferenccel, *Pajzs Júliával közösen 7 kötet
- Szavak – nevek – szótárak. Írások Kiss Lajos 75. születésnapjára. MTA Nyelvtudományi Intézete, 1997. Társszerkesztő: Zaicz Gábor
- Szófejtés – szótárírás – nyelvtudomány-történet. Kiss Lajos válogatott írásai. Tinta Könyvkiadó, 2002. Társszerkesztő: Gerstner Károly
- Szemeid szép ragyogása. Régi magyar szerelmes versek. Macskássy Izolda grafikái. Válogatta és szerkesztette: Kiss Gábor. Tinta Könyvkiadó, Bp., 2002
- Szótárak, szólások, nevek vonzásában. Köszöntő könyv Fábián Zsuzsanna tiszteletére. Tinta Könyvkiadó, 2010., társszerkesztő: Bárdosi Vilmos
- A magyar nyelvről. Klasszikus íróink és költőink anyanyelvünkről. Válogatta, szerkesztette: Grétsy László és Kiss Gábor; Tinta Könyvkiadó, Bp., 2016 (Az ékesszólás kiskönyvtára)

### Sorozatszerkesztés
- A magyar nyelv kézikönyvei (Tinta Könyvkiadó)
- Segédkönyvek a nyelvészet tanulmányozásához (Tinta Könyvkiadó)
- Az ékesszólás kiskönyvtára, Bárdosi Vilmossal közösen (Tinta Könyvkiadó)
- Anyanyelvi kompetenciafejlesztő munkafüzetek (Tinta Könyvkiadó)

### Egyéb
- Albertfalvi Egyházközségi Levél szerkesztője (évente 4 szám, 1986–2017)
- 2011. Az Albertfalvi Keresztény Társas Kör első tíz évének története (1993–2003). In: Emlékkönyv (1944–2011). [Megjelent az Albertfalvi Szent Mihály templom felszentelésének 70. évfordulója alkalmából.] Szerk.: Erdős Attila. Albertfalvi Szent Mihály Katolikus Plébánia. Budapest–Albertfalva. 2011. 73–91. oldal. ISBN 978 963 08 2345 6.

### Riportok, interjúk vele
- Századunk tükre szavakban. Képes Extra
- A beszélő olyan, mint a gyöngyfűző asszony. Beszélgetés Kiss Gáborral, a TINTA Könyvkiadó igazgatójával. Képmás Magazin. 60–61. o.
- Szótárt lapozgatok… Halápy Ferenc interjúja Kiss Gáborral, a Magyar szókincstár – Rokon értelmű szavak, szólások és ellentétek szótára főszerkesztőjével. KönyvHét, 1999. március 25. 4–5. o.[1]
- A szókiválasztás a nyelvhasználókra vár. Kiss Gábor nyelvész szerint a szótárkultúra sok hiányosságot mutat. Debreceni Nyári Egyetem, 1999 2. szám 2. o.
- Magyar szókincstár. Rokon értelmű szavak, szólások és ellentétek szótára. Közönségsiker s szakmai elismerés. PrintInfo, 1999. július 15. 17. o.
- Kiss Gáborral beszélget Nádor Tamás. A szavak embere a szó szoros értelmében. KönyvHét, 2002. április 18. 15. o.[2]
- Kilencedik lesz a magyar. Májustól megnőnek az Európai Unió nyelv gondjai. Népszabadság, 2004. január 22. 13. o.
- Tizenegy színű szivárvány. [A magyar piros és vörös színnévről.] Népszabadság, 2004. január 6. 12. o.
- A nyelvészet és az EU-csatlakozás. Kiss Gábor, a TINTA Könyvkiadó igazgatója a magyar nyelv szépségéről. Újbuda, 2004. május 26. 11. o.[3]
- A TINTA Nyomot hagy. Egy kiadó, amelynek küldetése van. Print & Publishing 2005. 89. szám, 34-35. o.
- Tömörebb, találóbb, színesebb. Közmondással jobban értjük egymást. [Interjú Bárdosi Vilmossal és Kiss Gáborral.] Népszabadság, 2005. április 16. 16. o.
- Tudni kell, hogy az adott könyv melyik nyomdához passzol. A TINTA Könyvkiadó és a nyomdák kapcsolata. [Interjú Temesi Violával és Kiss Gáborral.] PrintInfo 2005. május 6. 151. szám, 20-21. o.
- Szót értő szótárosok. ÚjKönyvpiac, 2005. szeptember
- Építőkockák. Kiss Gábor a sikerlistát vezető szótárakról és a piros almáról. Magyar Nemzet 2005. november 5. 36. o.[4]
- Könyvkiadás magas szinten. A TINTA a nyelvért. Ukrajnai Magyar Krónika, 2006. január 18. 6. o.
- A magyar szótárak hungarikumok. Interjú Kiss Gáborral, a TINTA Könyvkiadó igazgatójával a nyelvészeti szakkönyvkiadás pályázati támogatásáról és a csirkemellsonka szóról. Pályázatvadász, 2006. 5-6. szám, 72-73. o.
- Kommunikációs túlélő set. A szó veszélyes fegyver – s van, aki fegyvertelen. LUPE, 2006. október, 12-13. o.
- Halló Kiss Gábor, a TINTA Könyvkiadó igazgatója. Metro, 2007. február 14. 2. o.
- Kiadói beszélgetések, TINTA Könyvkiadó. PrintInfo, 2007. március 30. 185. sz. 12-13. o.
- Megjelent az Értelmező szótár+. PrintInfo, 2007. június 18. 189. sz. 18. o.
- Megjelent az Értelmezőszótár+. Közéleti Krónika, 2007. június 10. o.
- Hogyan választ egy kiadó nyomdát? A nyomdaválasztás szempontjai a magyar könyvkiadókban. Magyar Grafika, 2008. 3. sz. 120-121. o.
- Hivatásuk: nyelvőr. Kiadói műhelyek. Könyves Extra, 2008. július 10. o.
- A szavakból kiszabadított múlt, avagy a Retró szótár titka. LUPE 2008. augusztus 18-20. o.
- TINTA, a szótárműhely. Akik a legnagyobb hungarikum, a magyar nyelv kincseit leltározzák. Print & Publishing 2008. 107. sz.
- Ugrány, békeharc, fíling. Szómúzeum, Retró szótár, Szlengszótár. ÚjKönyvpiac 2008. október 29. o.
- Ugrány, békeharc, fíling. Szómúzeum, Retró szótár, Szlengszótár. LUPE
- Egy szakkönyvkiadó válságtaktikája: irány az előre. TINTA Könyvkiadó. PrintInfo, 2009. március 5. 16-17. o.
- A magyar nyelv a legnagyobb hungarikum. Édes Anyanyelvünk, 2009. április
- Keresztnevek enciklopédiája. Kiss Gábor sorozatszerkesztőt kérdezi Cserháthalápy Ferenc. ÚjKönyvpiac, 2009. április, 28–29. o.
- Családnevek enciklopédiája a Tintától – Bakos, Kaszab, Soltész, a nevekben konzerválódott múlt. infovilag.hu, 2010. február 22.[5]
- Nem csökkent tavaly a forgalmunk, ami nyilván annak köszönhető hogy…, TINTA Könyvkiadó. PrintInfo 2010. február 12-13. o.
- A szavak eredetére feleletet adó Biblia, vagy délibábos etimológiák gyűjteménye? Megjelent a Czuczor–Fogarasi-szótárból készült válogatás. Papiruszportal.hu, 2010. május 29.[6]
- A nyelv nemzeti kultúránk legfőbb hordozója. Havi Parabola Magazin, 2010. augusztus, 40. o.
- Egy szótárcsere-akció váratlan vége. Segédeszközök kommunikációhoz. Magyar Narancs, 2010. november 11.[7]
- A kódexektől Elvis fényképén át az e-könyvig. Frankfurt – a könyvesek Mekkája. Könyv7, 2010. november[8]
- A szó az élet tükre. A H1N1 után itt a vörösiszap. Papiruszportal.hu, 2011. január 19.[9]
- A magyar könyvkiadás és könyvkereskedelem csapdái. Print & Publishing, 2011. 125. sz. 84-85. o.[10]
- Egy nyelvész a vándorcirkusz élén. Magyar Nemzet, 2012. május 21.[11]
- Egy jó ötlet – kérdőjellel: Lehet-e először eladni, és csak utána legyártani a könyvet? PrintInfo, 2012. június 6. 26-27. o.
- Sznobok szótára. Első magyar sznobszótár. Metropol.hu, 2012. november 29.[12]
- Tudatosan, szépen magyarul! – Kiss Gábor a sznobszótárról. konyv7.hu, 2012. december[13]
- Kiadói szárnyalás: több technológia, saját terjesztés. PrintInfo, 2013. XX. 16–17. o.
- A dőre az, ki nem védi és nem ismeri meg azt a kincset, ami születésétől fogva az övé. Royalmagazin.hu, 2013. június 30.[14]
- Szótárakkal a nyelvromlás ellen. Diákoknak készített szótárcsomagot a Tinta Könyvkiadó. Olvassbele.hu, 2013. július 6.[15]
- A legnagyobb hungarikum, a magyar nyelv kiadói. A tartalomfejlesztő szótárműhely. Print and Publishing 144. szám.[16]

## Előadásai

### Tudományos előadások
- EDU Analyse der morphologischen Struktur ungarischer Substabtive. 1980. 9. 30. Budapest, Symposium on Speech Acoustics. Speech Recognition by Human and by Machine.
- Magyar nyelvű szintetizált hangosított kimenet. 1981. 7. 27. Budapest, Budapesti Műszaki Egyetem, Magyarországi PDP felhasználók I. szimpóziuma. Társelőadó: Olaszy Gábor
- A magyar beszéd szöveg-beszéd szintézise. 1985. 8. 12. Budapest, Neumann János Számítógéptudományi Társaság.
- Magyar nyelvű szöveg-beszéd átalakítás az MTA Nyelvtudományi Intézetében. 1987. 2. 27. Keszthely, Neumann János Számítógéptudományi Társaság, Magyarországi PDP elhasználók VI. szimpóziuma.
- Braille-lab, a full Hungarian text-to-speech microcomputer for the blind. 1987. 8. 01-07. Tallinn, Szovjetunió, 11th International Congress of Phonetic Sciences. Társelőadók: Arató András, Lukács József, Sulyán János, Vaspöri Teréz
- The Phonetic bais of artifical Russian speech, its generation by computer and its application. 1987. 8. 01-07. Tallinn, Szovjetunió, 11th International Congress of Phonetic Sciences. Társelőadó: Bolla Kálmán
- A magyar magánhangzók első két formánsának értékei szintetizált hangminták alapján. 1988. 8. 27-30. Budapest, MTA Nyelvtudományi Intézete, Magyar nyelvészek V. kongresszusa.
- A magyar magánhangzók akusztikai szerkezete. 1989. 6. 10. Pozsony, Csehszlovákia, Komenszky Egyetem, Magyar Nyelv és Irodalom Tanszék.
- Szövegfeldolgozó programok I. XVI. és XIX. századi magyar szövegek KAYE programmal készített konkordanciája és szógyakorisági. 1989. 9. 29. Budapest, MTA Nyelvtudományi Intézete, Lexikográfiai és lexikológiai osztály.
- Lautstatistik bei sprech- bzw. Schriftsprachlichen Texten. 1990. 4. 02-04. Halle, NDK, Martin-Luther Universität, Sprechwissenschaftliche Fachtagunk. Társelőadó: Büky Béla
- A magyar nyelvjárások atlaszának számítógépes feldolgozása. 1990. 9. 27-28. Budapest, MTA Nyelvtudományi Intézete, Társadalmi és területi változatok a magyarban, III. Élőnyelvi konferencia. Társelőadó: Balogh Lajos
- A magyar beszéd előállítása számítógéppel. 1991. 4. 16. Eger, Egri Tanárképző Főiskola, A Magyar Nyelvtudományi Társaság egri tagozatának megalakulása.
- A WordPerfect szövegszerkesztő programozási lehetőségeinek felhasználása szövegek szótárszerű feldolgozásának előkészítésében – Bemutatva a Vizsolyi Biblia négy evangéliumán. 1991. 5. 03-04. Nyíregyháza, Bessenyei György Tanárképző Főiskola, I. Magyar Alkalmazott Nyelvészeti Konferencia.
- A Képes diákszótár számítógépes nyomdai előkészítése. 1992. 4. 02-03. Miskolc, Miskolci Egyetem Bölcsészettudományi Intézete, III. Alkalmazott Nyelvészeti Konferencia.
- Computational Work on the Students Illustrated Dictionary of Hungarian and the Computational Study of its Vocabulary. 1992. 10. 04-08. Budapest, MTA Nyelvtudományi Intézete, Complex ’92, Papers in Computational Lexicography.
- Sátort vagy sátrat? A nyelvi változás dinamizmusáról. 1992. 10. 05-07. Budapest, ELTE BTK Általános és Alkalmazott Nyelvészeti Tanszék, Állapot és történet – szinkrónia és diakrónia – viszonya a nyelvben.
- A Nagyszótár (NSz.) címszójegyzékének összeállításáról. 1993. 4. 8. Budapest, MTA Nyelvtudományi Intézete, Lexikográfiai és Lexikológiai Osztály.
- The Hungarian Dialects in the Light of Computer Science. 1993. 4. 26-29. Budapest, The First International Congress of Dialectologist and Geolinguists.
- Data-Base of the Hungarian Literary Language at the Service of the Lexicography and Stylistics. 1993. 8. 08-14. Amsterdam, Hollandia, International Association of Applied Linguistics – 10th AILA World Congress. Társelőadó: Büky Béla
- A Nagyszótár (NSz.) címszójegyzékéről, az archivális cédulaanyag számítógépes felhasználása. 1993. 9. 8. Budapest, MTA Nyelvtudományi Intézete, Lexikográfiai és Lexikológiai Osztály.
- A Nagyszótár (NSz.) címszójegyzékéről. 1993. 11. 10. Budapest, MTA Nyelvtudományi Intézete, Lexikográfiai és Lexikológiai Osztály.
- A Nagyszótár tervezett tipográfiája. 1994. 4. 21. Budapest, MTA Nyelvtudományi Intézete, Lexikográfiai és Lexikológiai Osztály, A Nagyszótár próbaszócikkeiről tartandó tanácskozás.
- University of California: The Main Statements of Theories as Determines by a semiotic Method. 1994. 6. 12-18. Berkeley, USA, Nemzetközi Szemiotikai Társaság V. Kongresszusa. Társelőadó: Büky Béla
- Lexikai és fonetika elemzés A magyar nyelvjárások atlaszának számítógépre vitt anyagán. 1994. 8. 23-26. Eger, Magyar Nyelvészek VI. Nemzetközi Kongresszusa. A lexikológia és a lexikográfia elmélete és módszertana. Társelőadó: Balogh Lajos
- Számítógépes szótárkészítés és szótárfeldolgozás tapasztalatai. 1994. 8. 23-26. Eger, Magyar Nyelvészek VI. Nemzetközi Kongresszusa. A lexikológia és a lexikográfia elmélete és módszertana.
- A XVI. századi NSz.-i szövegek számítógépes vizsgálata. Előkészület a morfológiai elemzéshez. 1994. 12. 16. Budapest, MTA Nyelvtudományi Intézete, Lexikográfiai és lexikológiai Osztály. Társelőadó: Tihanyi László
- A kétnyelvű közgazdasági szótárak "megfordítása". 1995. 4. 12. Budapest, Közgazdaságtudományi Egyetem, Nyelvi Napok.
- A magyar nyelv értelmező szótára (ÉrtSz.) címszavainak komplexitása. 1995. 9. 18-19. Budapest, ELTE BTK Általános és Alkalmazott nyelvészeti Tanszék, Elemszerkezet és linearitás (A jelentés és a szerkezet összefüggése).
- A magyar alapszókincs 10000 szava négy szótár címszavai alapján. 1996. 3. 29. Budapest, MTA Nyelvtudományi Intézete, Lexikográfiai és Lexikológiai Osztály.
- Szótár és számítógép. 1996. 5. 3. Budapest, Corvinus Egyetem, Idegennyelvi Oktató- és Kutatóközpont.
- Beszámoló a Magyar szókincstár munkálatairól. 1996. 7. 8-11. Eger, XII. Anyanyelv-oktatási napok. Anyanyelv és iskola az ezredfordulón.
- The preferential use of verbal prefixes in Hungarian from diachronic and synchronic points of view. 1996. 9. 04-08. Klagenfurt, Ausztria, Societas Linguistica Europaea, 29th Annual Meeting. Társelőadó: Büky Béla
- A magyar nyelvjárások atlaszának számítógépes feldolgozásának tapasztalatai. 1997. 5. 22-23. Kolozsvár, Románia, A nyelvész Brassai Sámuel élő öröksége. Társelőadó: Balogh Lajos
- Deux étapes de l’emploi des prefixes verbaux en hongrois: ancien hongrois – hongrois moderne de 20e siecle. 1997. 7. 20-25. Párizs, Franciaország, XVIth International Congress of Linguists, International Committee of Linguists. Társelőadó: Büky Béla
- A Comparison of French and Hungarian Colour Terms. 1997. 10. 13. Budapest, MTA Nyelvtudományi Intézete, Lexikográfiai és Lexikológiai Osztály. Társelőadó: Isabel Forbes
- Egy- és kétnyelvű szótárak mint szinonimasorok forrásai. 1997. 10. 29. Budapest, ELTE BTK Általános és Alkalmazott Nyelvészeti Tanszék, A szinonimitásról.
- Beszámoló a Magyar szókincstár – rokon értelmű szavak, szólások és ellentétek szótára munkálatairól. 1998. 3. 24. Budapest, Magyar Nyelvtudományi Társaság.
- A Magyar szókincstár – rokon értelmű szavak, szólások és ellentétek szótára SGML alapú feldolgozása. 1998. 4. 16-18. Szombathely, Berzsenyi Dániel Tanárképző Főiskola, VIII. Magyar Alkalmazott Nyelvészeti Konferencia.
- A Képes diákszótárban található minősítések. 1998. 7. 07-10. Eger, XIII. Anyanyelvi-oktatási napok – Nyelvi és kommunikációs kultúra az iskolában.
- Homonimák a magyar szótárakban. 1998. 10. 26. Budapest, ELTE BTK Általános és Alkalmazott Nyelvészeti Tanszék, A homonimitásról.
- A mai magyar lexikográfia. 1999. 2. 18. Budapest, Cseh Kulturális Intézet.
- Egy- és kétnyelvű szótárak címszójegyzéke összeállításának elméleti és gyakorlati kérdései. 1999. 4. 8-10. Veszprém, Veszprémi Egyetem, XI. MANYE Konferencia, Nyelvi kihívások a harmadik évezredben.
- Metaforikus szójelentések a Magyar szókincstár – rokon értelmű szavak, szólások és ellentétek szótárában. 1999. 10. 11-12. Miskolc, Miskolci Egyetem Bölcsészettudományi Karának Magyar Nyelvtudományi Tanszéke, A metafora grammatikája és stilisztikája.
- A give és az ad ige előfordulása George Orwell 1984 című regényének angol és magyar nyelvű párhuzamos korpuszában – összevetve kétnyelvű szótáraink adataival. 1999. 10. 25-26. Budapest, ELTE BTK Általános és Alkalmazott Nyelvészeti Tanszék, Lexikális jelentés – aktuális jelentés.
- DTP és szótárszerkesztés. 2000. 2. 4-6. Eger, FairPrint 2000. Országos DTP konferencia.
- Piros, vörös – red, rot, rouge. 2000. 10. 30-31. Budapest, ELTE BTK Általános és Alkalmazott Nyelvészeti Tanszék, Kontrasztív szemantikai kutatások.
- Gondolatok egy magyar, korpusz alapú, számítógéppel generált gyakorisági szótár készítéséről. 2001. 4. 17-19. Pécs, XI. MANYE konferencia, A nyelv nevelő szerepe.
- Analitikus elemzési lehetőségek A magyar nyelvjárások atlaszának számítógépre vitt anyagán. 2001. 8. 21-23. Szombathely, IV. Dialektológiai szimpózium. Társelőadó: Balogh Lajos
- Beszámoló a magyar ellentétszótár munkálatairól. 2001. 10. 28-29. Budapest, ELTE BTK Általános és Alkalmazott Nyelvészeti Tanszék, Ellentét és ekvivalencia a nyelvben.
- Életmódváltás, szókincseltolódás. Szókészletvizsgálat a Magyar Néprajzi Lexikon anyagán. 2002. 8. 26-27. Nyíregyháza, Nyíregyházi Főiskola, XII. Élőnyelvi Konferencia.
- A piros, vörös és más színnevek használata a Magyar Nemzeti Szövegtár alapján. 2002. 10. 8. Budapest, ELTE BTK Általános és Alkalmazott Nyelvészeti Tanszék, Variabilitás és nyelvhasználat.
- Szótár és nyelv (A szótárakba foglalt nyelv). 2002. 11. 14-16. Párkány, Szlovákia, Gramma Nyelvészeti Napok.
- Hány szó hangzik el a Magyar Rádióban egy nap? Három rádióadó szókincsének összehasonlító vizsgálata. 2004. 10. 24. Budapest, MTA Nyelvtudományi Intézete, Korpusznyelvészeti Osztály. Társelőadó: Nagy Viktor
- Making Frequency Dictionary Today. 2004. 10. 29. Prága, Cseh Nyelvtudományi Intézet.
- Vengerszkaja lekszikografija, opit i perszpektivi – posbjasaetszja namjati akad. Lajosa Kiss (1922-2003). 2004. 10. 28-30. Prága, Prágai Nyelvtudományi Intézet, Verba et historia, Igoru Nemcovi k 80. narozeninám. Társelőadó: Oleg Fedoszov
- Szótár, számítógép és frazeológia. 2004. 11. 21. Szombathely, Berzsenyi Dániel Főiskola, Határsávok.
- Hány szó hangzik el egy nap a Magyar Rádióban? 2004. 11. 25. Budapest, ELTE BTK Általános és Alkalmazott Nyelvészeti Tanszék. Társelőadó: Nagy Viktor
- Nyelvjárási szótárak, nyelvatlaszok számítógépes feldolgozása. 2004. 11. 27. Párkány, Szlovákia, III. Gramma Nyelvészeti Napok.
- Kísérlet magyar szavak jelentéshasonlóságának meghatározására a Magyar szókincstár segítségével. 2004. 12. 09-10. Szeged, SZTE, Informatikai Tanszékcsoport, II. Magyar Számítógépes Konferencia. Társelőadók: Bárdosi Vilmos, Kiss Márton, Rapcsák Tamás
- A legismertebb magyar közmondások gyakorisága a Magyar Nemzeti Szövegtárban és a magyar világhálón. 2005. 4. 7. Miskolc, XV. MANYE konferencia, A Világ Nyelvei és a Nyelvek Világa.
- A magyar lexikográfia eredményei és feladatai. 2005. 7. 11. Illyefalva, Románia, Anyanyelvápolók Erdélyi Szövetsége.
- A Magyar Nemzeti Szövegtár, az intelligens korpusz. 2005. 8. 21. Budapest, MTA Nyelvtudományi Intézete. Társelőadó: Váradi Tamás
- A Magyar Nemzeti Szövegtár felhasználása a nyelvoktatásban. 2005. 8. 22. Budapest, Balassi Intézet, Magyar lektori konferencia.
- Az ideális szinonimaszótár. 2005. 10. 24-25. Budapest, ELTE Általános Nyelvészeti tanszék – Kodolányi János Főiskola, Nyelvi kompetencia – kommunikatív kompetencia.
- A gendernyelvészet csírái értelmező szótárainkban. A „férfias” lexikográfiai egységek. 2006. 10. 30-31. Budapest, ELTE BTK Általános nyelvész szak – Kodolányi János Főiskola, Nyelvelmélet és nyelvhasználat Konferencia.
- okuláré, pápaszem, szemüveg – Az Erdélyi Magyar Szótörténeti Tár mint szinonimasorok forrása. Nyelvi gazdagság vagy nyelvi redundancia? 2006. 11. 23. Kolozsvár, Románia, Erdélyi Magyar Egyesület.
- A magyar és a japán magánhangzók akusztikai szerkezetének összehasonlítása szintetizált hangminták alapján. 2007. 11. 16. Budapest, MTA Nyelvtudományi Intézete, Beszédkutatás 2007. konferencia. Társelőadó: Mika Waseda
- Az "Idegen szavak magyarul" internetes szótár használatának elemzése. 2008. 4. 4. Budapest, Balassi Intézet, XVIII. MANYE konferencia, A magyar mint európai és mint világnyelv. Társelőadó: Kiss Márton
- A magyar lexikográfia eredményei, hiányosságai és teendői. 2008. 5. 23-24. Kolozsvár, Románia, A magyar nyelvészeti kutatások újabb eredményei I. konferencia.
- A magyar lexikográfia eredményei, hiányosságai és feladatai. 2009. 9. 26. Budapest, Budapesti Corvinus Egyetem.
- A magyar szókincs leltározásának új útjai. 2009. 11. 25. Budapest, MTA Szótári Munkabizottsága, VI. szótárnap.
- Az értelmező szótár mint a nyelv extrapolációja. 2010. 4. 16-17. Kolozsvár, Románia, A magyar nyelvészeti kutatások újabb eredményei II. konferencia.
- A magyar frazeológiai adatbázis létrehozása és az ebből generált szinonim frazémaszótár munkálatai. 2010. 11. 30. Szeged, SZTE, Informatikai Tanszékcsoport, VII. Magyar Számítógépes Nyelvészeti Konferencia. Társelőadó: Bárdosi Vilmos
- A Czuczor-Fogarasi-szótár helye a magyar szótárirodalomban. Feladataink. 2010. 12. 6. Budapest, Magyar Művészeti Akadémia – Diófa Kör, Czuczor-Fogarasi konferencia.
- A magyar szakszótárkiadás múltja, jelene és teendői. 2011. 4. 29. Budapest, Corvinus Egyetem, Szaknyelvoktatás és multikulturalitás.
- A szótár mint a nyelvi tudás tára. A könyvtáros felelőssége a szótárak kiválasztásában. 2011. 7. 13. Pécs, Magyar Könyvtárosok Egyesülete, 43. vándorgyűlés.
- A Magyar szóelemtár megalkotása és a Magyar gyökszótár előkészítő munkálatai. 2011. 12. 1. Szeged, SZTE, Informatikai Tanszékcsoport, VIII. Magyar Számítógépes Nyelvészeti Konferencia. Társelőadók: Kiss Márton, Sáfrány-Kovalik Balázs, Tóth Dorottya
- A magyar lexikográfia újabb eredményei, hiányosságai és feladatai. 2012. 1. 21. Budapest, Petőfi Irodalmi Múzeum, Anyanyelvápolók Szövetsége, MTA Nyelvtudományi Intézet, Egynyelvű szótáraink és a nyelvhasználat.
- Ismeretlen szavak helyes kezelése kötegelt helyesírás-ellenőrző programmal. 2013. 1. 07-08. Szeged, SZTE, Informatikai Tanszékcsoport, IX. Magyar Számítógépes Nyelvészeti Konferencia. Társelőadó: Kiss Márton
- Magyar szóasszociációs teszt válaszainak típusai. 2013. 5. 26-30. Balatonalmádi, Pannon Egyetem, XV. Pszicholingvisztikai Nyári Egyetem.
- Az ÉrtSz.-ban és a lexikonokban, enciklopédiákban is megtalálható szókapcsolatok definícióinak összevetése. Azaz miben más a szótár és a lexikon? 2013. 10. 16. Budapest, MTA Szótári Munkabizottsága, IX. Szótárnap.
- Túl a szavakon. A szavaknál nagyobb lexikai egységek: szókapcsolatok, szólások és közmondások a Czuczor-Fogarasi-szótárban. 2014. 1. 6. Budapest, Petőfi Irodalmi Múzeum, III. Czuczor-Fogarasi emlékkonferencia. A Czuczor-Fogarasi az idő mérlegén.
- A kultúrafüggő szófelidézés. Asszociációs teszt válaszainak kategóriái. 2014. 11. 3. Budapest, ELTE BTK, Kodolányi János Főiskola, Nyelv, kultúra, társadalom, Alkalmazott nyelvészeti konferencia.
- Egy magyar rímszótár készítésének elméleti kérdései és gyakorlati feladatai. 2015. 4. 21. Budapest, Magyar Nyelvtudományi Társaság, ELTE BTK.
- A testbeszéd. A nonverbális jelek lenyomata a nyelvben. 2015. 11. 9. Budapest, Alkalmazott Nyelvészeti Konferencia, Kodolányi János Főiskola, ELTE BTK Alkalmazott Nyelvészet szak.
- Kresznerics Ferenc szótárnak helye a magyar szótárirodalomban. 2016. 2. 24. Celldömölk, Kresznerics Ferenc születésnek 250. évfordulóján tartott emlékkonferencia, Kresznerics Ferenc Városi Könyvtár.
- A magyar nyelv új szótárai az olvasóvá nevelésben. A nyelvi kompetencia fejlesztése. 2016. 6. 29. Békés, III. Olvasáskonferencia, Békési Püski Sándor Városi Könyvtár.
- Szókincsfejlesztés és anyanyelvi kompetenciafejlesztés a magyar nyelv új szótárai segítségével. 2016. 10. 27. Győr, Apáczai-napok, Apáczai János Főiskola.
- A Magyar ellentétszótár szerkesztésének tapasztalatai . Az ellentétek körülvesznek bennünket. 2016. 11. 7. Budapest, Alkalmazott Nyelvészeti Konferencia, Kodolányi János Főiskola, ELTE BTK Alkalmazott Nyelvészet szak. Temesi Violával közös előadás.
- A magyar szótárak története. 2016.11. 21. Budapest, ELTE BTK Kiadói szerkesztő szak, ELTE.
- A magyar szótárak története. 2017. 3. 27. Pozsony, Magyar Tanszék, Comenius Egyetem.
- A Tulajdonságszótár szerkesztésének tapasztalatai. Az emberi tulajdonságok megnevezése a magyar nyelvben. 2017. 8. 28. Balatonalmádi, XIX. Phichológiai Nyári Egyetem, Pannon Egyetem. Dormán Júliával közös előadás
- Hasonlóságok és különbözőségek (szimmetria és aszimmetria) az angol egynyelvű szótárakban a színnevek definíciójában. 5 angol (Oxford, Cambridge, Longman, Macmillan, Merriam-Webster) és egy magyar szótárban a színnevek összehasonlítása a definíciók alapján. 2017. 8. 30. Pécs, XXVI. MANYE Kongresszus, Pécsi Tudomány Egyetem. Dabóczy Zsófiával közös előadás.
- Hasonlóságok és különbözőségek az angol egynyelvű szótárakban a színnevek definíciójában. 2017. 10. 17. Nyíregyháza, Műhelykonferencia a színnevekről, Színnév Kutatócsoport. Dabóczy Zsófiával közös előadás.
- Szavak jelentésszámának és gyakoriságának összefüggése. 2017. 11. 6. Budapest, Alkalmazott Nyelvészeti Konferencia, Kodolányi János Főiskola, ELTE BTK Alkalmazott Nyelvészet szak.
- Hány színnév van az angol szótárakban? Gondolatok a magyar színnév projekt kapcsán. Öt angol (Oxford, Cambridge, Longman, Macmillan, Merriam-Webster) és egy magyar szótárban a színnevek összehasonlítása a definíciók alapján. 2017. 12. 12. Budapest, Papp Ferenc Baráti Kör, Papp Ferenc emlékülés, ELTE.
- Minden szótár váza a címszójegyzék. Gondolatok a szótári címszójegyzék összeállításáról. 2018. 6. 7. Budapest, Magay Tamás 90. születésnapján megtartott konferencia, MTA Szótári Munkabizottsága, Károli Gáspár Egyetem, MTA Nyelvtudományi Intézet.
- A „HUNGAROVOX” szöveg–beszéd átalakító PDP–11/34 számítógépen az MTA Nyelvtudományi Intézetében 1980. 2018. 9. 28. Budapest, Nagy Számítástechnikai Műhelyek. A beszéd számítógépes feldolgozása Magyarországon, Neuman János Számítógéptudományi Társaság, Óbudai Egyetem. Olaszy Gáborral és Nikléczy Péterrel közös előadás.
- A SzóTudásTár, a TINTA Könyvkiadó online egynyelvű magyar szótárrendszere. Felhasználása a közoktatásban az anyanyelvi kompetencia fejlesztéséhez. 2019. 11. 12. Budapest, Szótárnap, MTA Szótári Munkabizottsága. A SzóTudásTár alkotóival közös előadás.
- Meghatározható-e a TOP 2000 szó? A Magyar alapszótár címszójegyzékéről. 2019. 12. 16. Budapest, Papp Ferenc Baráti Kör, Papp Ferenc emlékülés, ELTE.
- A 2000 szavas magyar alapszókincs kiválasztásának nehézségei. 2020. 2. 29. Budapest, A magyar mint idegen nyelv nap, MID NAP, MANYE, Károli Gáspár Egyetem.

### Ismeretterjesztő előadások
- A számítógép felhasználása a nyelvészeti, dialektológiai kutatásokban. 1990. 6. 3. Ungvár, Szovjetunió, Szovjet Hungarológiai Központ.
- Számítógép a nyelvjáráskutatásban. 1991. 7. 27. Rozsnyó, Szlovákia, Csehszlovákiai Magyarok Anyanyelvi Társasága, Dialektológiai szimpózium.
- Szöveges, szótárszerű adatok feldolgozása számítógéppel. 1997. 12. 17. Nyíregyháza, Nyíregyházi Tanárképző Főiskola.
- Érdekességek az új magyar szinonimaszótárban, a Magyar szókincstárban. 1999. 7. 23. Debrecen, Debreceni Nyári Egyetem.
- Szókincsfejlesztés a Magyar szókincstár – rokon értelmű szavak, szólások és ellentétek szótára segítségével. 1999. 10. 26. Pécs, Baranya Megyei Pedagógiai Intézet.
- Tanulók szókincsfejlesztése és ehhez szótárhasználati ismeretek oktatása. 2000. 4. 14. Budapest, Zugló, Zuglói Pedagógiai Napok, Ma a holnapért.
- A magyar nyelv régi és legújabb szavai. 2000. 8. 31. Debrecen, Debreceni Nyári Egyetem.
- A szó minta az élet tükre. A magyar nyelv régi és legújabb szavai. 2001. 5. 26. Nádasdladány, Nádasdy Akadémia, A nyelv, a gondolat, a tudás. A magyar nyelv jövője.
- A szó mint az élet tükre a magyar nyelv régi és legújabb szavai. 2002. 5. 6. Erdőbénye, EPMSZ – az Európai Protestáns Magyar Szabadegyetem, Anyanyelvünk. Nyelvében él a nemzet?
- A magyar nyelv új szavai. 2002. 7. 24. Debrecen, Debreceni Nyári Egyetem.
- Szótáraink, szavaink, szólásaink régen és ma. A Magyar szólástár, a szóláskutatás új eredményei. 2003. 9. 23. Pozsony, Szlovákia, Magyar Köztársaság Kulturális Intézete. Társelőadó: Bárdosi Vilmos
- Tetten ért szavak a Magyar Nemzeti Szövegtárban. 2003. 11. 4. Budapest, MTA Nyelvtudományi Intézete, A Magyar Tudomány Napja.
- Építjük, vagy bontjuk Bábel tornyát? A magyar nyelvre leselkedő veszélyek és anyanyelvünk új lehetőségei az Európai Unióban. 2003. 11. 25. Máriabesnyő, SZIE-AKTK-Karolina, Szellemi-lelki hétvége, Magyar hagyomány és uniós jövő – Élet az Európai Unióban.
- Hogyan segítik a szótárak a hatékony titkári munkát? 2004. 3. 6. Budapest, Magyar Titkárnők Országos Egyesülete.
- Fekvőrendőr a zöldhullámban. A magyar nyelv legújabb szavai. 2004. 8. 2. Debrecen, Debreceni Nyári Egyetem.
- Szótárkészítés számítógéppel. 2005. 11. 4. Budapest, ELTE TTK, Informatikai Kar, Neumann János nap.
- Szép magyar beszéd. 2006. 1. 9. Békés, Békés-Tarhosi Zenei és Anyanyelvi Napok, Tanári továbbképző tanfolyam.
- Családneveink, keresztneveink kialakulása és jelentése. 2006. 1. 26. Budapest-Albertfalva, Szent Mihály Akadémia.
- A Magyar Nemzeti Szövegtár, MNSZ. 2006. 2. 20. Budapest, MTA Nyelvtudományi Intézete, Korpusznyelvészeti Osztály, MANYE vitaülés. Társelőadó: Sass Bálint
- Etimológiai szótár – Magyar szavak és toldalékok eredete. 2006. 6. 15. Budapest, Magyar Tudományos Akadémia, Szarvas Gábor Asztaltársaság, Szarvas Gábor konferencia.
- Hány szó van a magyar nyelvben? 2006. 10. 11. Budapest, MTA Szótári Munkabizottsága, III. Magyar szótárnap.
- Megfigyelések az új Etimológiai szótárból kiindulva. 2006. 10. 12. Ada, Szerbia, Szarvas Gábor Nyelvművelő Napok.
- Hány szó van a magyar nyelvben? 2006. 12. 6. Szeged, SZTE, Magyar Intézet.
- Hány szó van a magyar nyelvben? 2007. 1. 19. Budapest-Albertfalva, Szent Mihály Akadémia.
- Nyelvében él a nemzet. A magyar nyelv új szótárai. 2007. 3. 5. Budapest, Budapest XVI. Kerületi 12. Pedagógiai Napok.
- Pesti Gábor Új Testamentum. Az 1536-os kiadás szövege a mai magyar íráshoz igazítva. 2007. 6. 21. Budapest, Magyar Tudományos Akadémia, Szarvas Gábor Asztaltársaság, Szarvas Gábor konferencia. Társelőadó: Jenei Béla
- Mit jelent a + az Értelmező szótár+ címében? 2007. 6. 21. Budapest, Magyar Tudományos Akadémia, Szarvas Gábor Asztaltársaság, Szarvas Gábor konferencia.
- Az új Értelmező szótár+. 2007. 8. 2. Debrecen, Debreceni Nyári Egyetem.
- Az Idegen szavak magyarul internetes szótár használatának elemzése. 2007. 10. 13. Ada, Szerbia, Szarvas Gábor Nyelvművelő Napok. Társelőadó: Kiss Márton
- Új lexikográfiai megoldások. Az új Értelmező szótár+. 2007. 11. 19. Bécs, Ausztria, Ausztriai Magyar Pedagógusok Egyesülete, Bécsi Egyetem Magyar-Finnugor Tanszék.
- A szó az élet tükre. A magyar nyelv régi és új szavai. 2007. 11. 22. Budapest-Albertfalva, Szent Mihály Akadémia.
- Az új Értelmező szótár+. 2007. 12. 7. Debrecen, Debreceni Nyári Egyetem.
- Hogyan választ egy könyvkiadó nyomdát? 2008. 1. 8. Budapest, Fair-Print konferencia, Magyar Nyomdászok Országos Szövetsége.
- A számítógépes szótárkészítés. 2008. 1. 12. Szabadka, Szerbia, Vajdasági Magyar Pedagógusok Egyesülete.
- A számítógépes szótárkészítés. 2008. 5. 31. Budapest, Balassi Intézet, Magyar lektori konferencia.
- Burget Lajos: Retró szótár. 2008. 6. 19. Budapest, Magyar Tudományos Akadémia, Szarvas Gábor Asztaltársaság, Szarvas Gábor konferencia. Társelőadó: Mandl Orsolya
- Szókincsfejlesztés a magyar nyelv szótárai segítségével. 2008. 8. 4. Szabadka, Szerbia, Vajdasági Magyar Pedagógusok Egyesülete, nyári konferencia.
- A nyelv a diktatúra szolgálatában: a kommunizmus szavai a Retró szótárban. 2008. 8. 7. Debrecen, Debreceni Nyári Egyetem.
- A szó az élet tükre. Szókincsfejlesztés a magyar nyelv új szótárai segítségével. 2009. 4. 23. Győr, Kovács Pál Megyei Könyvtár.
- Pesti Gábor mintaszerűen megvalósult kiadói programja: magyar nyelvű biblia, hatnyelvű szótár és klasszikus mesegyűjtemény. 2009. 6. 3. Budapest, Egyetemi könyvtár.
- A magyar bibliafordítások története. 2009. 6. 8. Salgótarján, Városi Könyvtár, Az Ünnepi könyvhét megnyitása.
- Fercsik Erzsébet – Raátz Judit: Keresztnevek enciklopédiája. A leggyakoribb női és férfinevek. A keresztnevek eredete. 2009. 6. 18. Budapest, Magyar Tudományos Akadémia, Szarvas Gábor Asztaltársaság, Szarvas Gábor konferencia.
- Régi és új szavaink. A család szerepe az anyanyelvi nevelésben. 2009. 6. 23. Telkibánya, Szent József Családi Tábor.
- Családneveink, keresztneveink kialakulása és jelentése. 2010. 1. 26. Budapest-Albertfalva, Szent Mihály Akadémia.
- Fekvőrendőr a zöldhullámban. Miért van lemaradva a magyar szótárkiadás a nyelv fejlődése mögött? 2010. 3. 27. Pécs, Ifjú Közgazdászok Országos Találkozója.
- A magyar nyelv régi és új szavai a TINTA Könyvkiadó szótáriban. Fekvőrendőr a zöldhullámban. 2010. 6. 1. Kecskemét, Katona József Megyei Könyvtár, Az ünnepi Könyvhét megnyitása.
- A magyar nyelv legszebb szavai. 2010. 9. 24. Budapest-Albertfalva, Szent Mihály Akadémia.
- A TINTA Könyvkiadó magyar szótárai az anyanyelvi nevelés szolgálatában. 2010. 10. 20. Budapest, VII. Szótárnap, MTA Szótári Munkabizottság.
- A Magyar szókincstár bemutatása. 2010. 11. 15. Budapest, ELTE BTK, Kiadói szerkesztői szak.
- Az anyanyelvi kompetencia fejlesztés a TINTA Könyvkiadó új szótáraival. 2011. 6. 4. Szeged, Anyanyelvápolók Szövetsége, Beszélni nehéz! körök találkozója.
- Vita a magyar nyelv eredetéről. A magyar szókincs története. 2011. 9. 23. Budapest-Albertfalva, Szent Mihály Akadémia.
- A Magyar szókincstár előkészítésének munkálatai. 2011. 11. 14. Budapest, ELTE BTK, Kiadói szerkesztői szak.
- A magyar szaknyelv jelentősége. 2011. 11. 16. Budapest, MTESZ, SZVT, EOQ A minőség szaknyelve, a szaknyelv minősége.
- Régi korok üzenete – családneveink, keresztneveink eredete. 2011. 12. 14. Fajsz, Katona József Megyei Könyvtár, Kecskemét.
- A szó az élet tükre. Az anyanyelvi kompetencia fejlesztése a magyar nyelv új szótáraival. 2012. 1. 14. Újvidék, Szerbia, Vajdasági Magyar Pedagógusok Egyesülete.
- A TINTA Könyvkiadó. Hogyan lett a nyelvészeti kiadványok piacvezetője a Tinta Könyvkiadó? Szótárszerkesztés a kiadóban. 2012. 2. 23. Budapest, ELTE BTK, Kiadói szerkesztő szak, Kiadói műhelyek bemutatkozása.
- A magyar valóság és a szavak kapcsolata. A szó az élet tükre. 2012. 3. 31. Budapest, Balassi Intézet.
- Az új szavak szótárai idehaza és külföldön. A szó az élet tükre. 2012. 4. 23. Szombathely, Vas megyei TIT, A magyar nyelv hete rendezvény megnyitója.
- A szó az élet tükre. A magyar valóság tükröződése szavainkban. 2012. 7. 17. Újvidék, Szerbia, Vajdasági Magyar Pedagógusok Egyesülete, Apáczai Nyári Akadémia.
- A magyar nyelv tanítása az új szótárakkal. 2012. 8. 13. Székesfehérvár, Nyugati szórványban magyar nyelvet tanító pedagógusok módszertani továbbképzése.
- A Magyar szókincstár elkészítésének lépései. 2012. 9. 24. Budapest, ELTE BTK Kiadói szerkesztői szak.
- Szókincsfejlesztés a TINTA Könyvkiadó új szótáraival. A nyelvi kompetencia fejlesztése. 2012. 12. 28. Szentes, Szentesi Pedagógiai Napok.
- Nyelvünk virágai: a szólások és közmondások. Eredetük, jelentésük, üzenetük és szótáraik. 2013. 2. 25. Budapest-Albertfalva, Szent Mihály Akadémia.
- Hogyan működik a nyelvészeti kiadványok piacvezetője a Tinta Könyvkiadó? Szótárszerkesztés a kiadóban. 2013. 2. 28. Budapest, ELTE BTK, Kiadói szerkesztői szak, Kiadói műhelyek bemutatkozása. Több személlyel közösen
- Régi magyar szótárak. 2013. 4. 16. Budapest, Írók Boltja.
- Nyelvünk virágai: a szólások és a közmondások. Eredetük, jelentésük, üzenetük és szótáraik. 2013. 8. 13. Miskolc, Anyanyelvápolók Szövetsége, Anyanyelvi Tábor.
- Hogyan tanítottuk meg a számítógépet beszélni? 2013. 8. 18. Budapest, Albertfalvi csillagtábor.
- A "Magyar szókincstár" elkészítésének lépései. 2013. 9. 30. Budapest, ELTE BTK, Kiadói szerkesztői szak.
- Tájnyelv, magyar tájszótárak. 2014. 5. 31. Budapest, Baár–Madas Református Gimnázium, Beszélni nehéz körök találkozója.
- Nyelvünk virágai a szólások, közmondások. 2014. 7. 10. Kecskemét, Katona József Megyei Könyvtár, Kincskereső Anyanyelvi Tábor.
- Magyar nyelvjárások, magyar tájszótárak. 2014. 8. 13. Széphalom, Anyanyelvápolók Szövetsége, Anyanyelvi Tábor.
- A magyar nyelv új szótárainak a magyar nyelv oktatásában. 2014. 8. 27. Veszprém, Szórványban tanító magyartanárok továbbképzése
- Régi szavak a közmondásokban. 2014. 8. 28. Budapest-Albertfalva, Szalézi Animátorok, Albertfalvi Csillagtábor.
- Káldi György bibliafordításához vezető út. 2014. 9. 28. Budapest-Albertfalva, Albertfalvi Napok 2014. Társelőadó: Kelemen Eörs
- A szótárkészítés, a szótárkiadás 13 lépése. 2014. 10. 6. Budapest, ELTE BTK, Kiadói szerkesztői szak. Társelőadó: Szabó Mihály
- A retró szavak – a Retró szótár. A szó az élet tükre. 2014. 11. 14. Szeged, SZTE JGYPK, Alkalmazott nyelvészeti munkásnapok.
- Szaknyelvi, terminológiai ismeretek. 2014. 12. 1. Budapest, ELTE BTK Kiadói szerkesztői szak.
- A magyar szólások, közmondások titkos világa. 2014. 12. 10. Akasztó, Csengőd, Katona József Megyei Könyvtár, Gyermekek Hónapja Programsorozat.

- Miért tűnnek el a magyar nyelvjárások? 2015. 2. 26. Budapest-Albertfalva, AKTK, Szent Mihály Akadémia
- Kiadói műhelyek bemutatkozása. A TINTA Könyvkiadó a nyelvészeti szakkönyvek és ismeretterjesztő munkák kiadója. 2015. 3. 5. Budapest, ELTE BTK, Kiadói szakirány
- Egy magyar rímszótár készítésének elméleti kérdései és gyakorlati feladatai. 2015. 8. 11. Széphalom, Anyanyelvápolók Szövetsége, Anyanyelvi tábor
- A szótárkészítés, a szótárkiadás 14 lépése. Társelőadó: Kiss Zita 2015. 9. 14. Budapest, ELTE BTK, Kiadói szakirány
- A szótárkészítés és a szótárkiadás 14 lépése. Társelőadó: Szabó Mihály 2015. 10. 21. Budapest, Károli Gáspár Református Egyetem
- Kiadói műhelyek bemutatkozása. A nyelvészeti szakkönyvek, szótárak és ismeretterjesztő munkák kiadása. Társelőadók: Szabó Mihály, Kiss Bernadett, Zsák Éva Indira 2016. 3. 3. Budapest, ELTE BTK, Kiadói szakirány
- Ilyen az ember! Az emberi tulajdonságok megnevezése a magyar nyelvben. Társelőadó: Dormán Júlia 2016. 4. 28. Budapest-Albertfalva, AKTK, Szent Mihály Akadémia
- Ilyen az ember! Az emberi tulajdonságok megnevezése a magyar nyelvben. A Tulajdonságszótár készítése. 2016. 8. 10. Széphalom, Anyanyelvápolók Szövetsége, Anyanyelvi tábor
- A Tulajdonságszótár készítésének menete. Egy szótár története. 2016. 10. 3. Budapest, ELTE BTK, Kiadói szakirány
- Nyelvünk virágai: a szólások és közmondások. Eredetük, jelentésük, üzenetük és szótáraik. 2016. 10. 18. Budapest-Albertfalva, AKTK, Szent Mihály Akadémia
- A magyar szótárak története 2016. 11. 21. Budapest, ELTE BTK, Kiadói szakirány
- Régi és szavak nyelvünkben. 2016. 12. 5. Jászszentlászló, Szank, Katona József Megyei Könyvtár, Kecskemét
- A könyv mint áru, a könyvkiadás mint gazdasági vállalkozás. Társelőadók: Gáspár Nikolett Anna, Kiss Zita 2017. 3. 9. Budapest, ELTE BTK, Kiadói szakirány
- Új és régi szavak a szótárainkban. 2017. 3. 30. Budapest, Nyelvőrző Szalon, Józsa Judit Galéria
- Ilyen az ember! Az emberi tulajdonságok megnevezése a magyar nyelvben. 2017. 5. 20. Budapest, Anyanyelvápolók Szövetsége
- Vita a magyar nyelv eredetéről. A magyar szókincs története. 2017. 8. 8. Széphalom, Anyanyelvápolók Szövetsége, Anyanyelvi tábor
- A szótárkészítés és a szótárkiadás 14 lépése a gyakorlatban. Társelőadók: Kiss Bernadett, Szabó Mihály 2017. 10. 9. Budapest, ELTE BTK, Kiadói szakirány
- A magyar lexikográfia (szótárkiadás) rövid története, újabb eredményei, hiányosságai és feladatai. 2017. 11. 27. Budapest, ELTE BTK, Kiadói szakirány
- Ilyen az ember! Az emberi tulajdonságok megnevezése a magyar nyelvben. A Tulajdonságszótár készítése. 2018. 2. 12. Budapest, Baár-Madas Gimnázium, A tudomány napja rendezvény
- Szavak a térképen. A magyar szókincs története. 2018. 2. 12. Budapest, Baár-Madas Gimnázium, A tudomány napja rendezvény
- Magyar nyelvjárások, magyar tájszótárak. 2018. 2. 22. Budapest, Nyelvőrző Szalon, Józsa Judit Galéria
- A könyv- és szótárkiadás a TINTA Könyvkiadóban. 2018. 3. 7. Budapest, ELTE BTK, Kiadói szakirány
- Világ – kép – nyelv – lélek. Társelőadó: Kiss István Didák. 2018. 3. 12. Budapest-Albertfalva, AKTK, Szent Mihály Akadémia
- TINTA Könyvkiadó. SzóTudásTár. Társelőadó: Kiss Gyula 2018. 3. 22. Budapest, MTA Székház, EISZ információs nap
- TINTA Könyvkiadó. SzóTudásTár. Társelőadó: Kiss Gyula 2018. 4. 21. Budapest, Nemzetközi Könyvfesztivál, Könyvtáros Klub
- Nyelvünk virágai: a szólások és közmondások. Eredetük, jelentésük, üzenetük és szótáraik. 2018. 5. 30. Budapest, Szent Margit Gimnázium Irodalmi Kávéház
- Nyelvünk virágai: a szólások és közmondások. Eredetük, jelentésük, üzenetük és szótáraik. 2018. 8. 14. Széphalom, Anyanyelvápolók Szövetsége, Anyanyelvi tábor
- TINTA Könyvkiadó – SzóTudásTár. EISZ tájékoztató. 2018. 9., 10. Budapest, EISZ Iroda, MTA székház
- Magyar e-könyv kiadók az EISZ portfóliójában, TINTA Könyvkiadó. Társelőadó: Kiss Gyula 2018. 9. 25. Eger, Eszterházy Károly Egyetem, EISZ iroda
- Magyar e-könyv kiadók az EISZ portfóliójában, TINTA Könyvkiadó. Társelőadó: Kiss Gyula 2018. 9. 26. Miskolc, Miskolci Egyetem Könyvtár, EISZ iroda
- A nyelv lélekhordozó. A TINTA Könyvkiadó könyvbemutatója. 2018. 9. 28. Budapest, Józsa Judit Galéria
- Magyar e-könyv kiadók az EISZ portfóliójában, TINTA Könyvkiadó. Társelőadó: Kiss Gyula 2018. 10. 2. Kaposvár, Kaposvári Egyetem, EISZ iroda
- TINTA Könyvkiadó SzóTudásTár felhasználása a középiskolai oktatásban. 2018. 11. 20. Budapest, Szent Margit Gimnázium, magyar tanári munkaközösség
- Anyanyelvünk kincsei – rendhagyó magyaróra. 2018. 12. 12. Orgovány, Szakmár, Katona József Megyei Könyvtár, Kecskemét
- Anyanyelvünk rejtélyes és végtelen. A TINTA Könyvkiadó könyvbemutatója. 2018. 12. 14. Budapest, Józsa Judit Galéria
- A magyar orvosi nyelv és a nyelvújítás 2019. 1. 23. Budapest, Nyelvőrző Szalon, Józsa Judit Galéria
- Szótárak minősítései, tréfás nyelvi elemek. 2019. 2. 28. Budapest, Nyelvőrző Szalon, Józsa Judit Galéria
- A Nagy magyar tájszótár előzményei és készítésének menete. Könyvbemutató. 2019. 3. 19. Budapest, Józsa Judit Galéria, könyvbemutató
- A magyar szótárkiadás története a kézírásos szójegyzékektől a nyomtatott szótárakon át az internetes szótárakig. 2019. 3. 26. Budapest-Albertfalva, AKTK, Szent Mihály Akadémia
- A szó az élet tükre. Tudásunk tükröződése a nyelvben. 2019. 3. 31. Kecskemét
- Nem érik a nyelv, ha nem használjuk. A TINTA Könyvkiadó könyvbemutatója. 2019. 6. 5. Budapest, Józsa Judit Galéria
- A magyar bibliafordítás történetének 8 fő állomása [2 kézírásos és 6 nyomtatott Biblia]. 2019. 6. 7. Balatonboglár, Anyanyelvápolók Szövetsége Körvezetők anyanyelvi tábora
- A SzóTudásTár, a legnagyobb magyar szótár online Társelőadó: Kiss Gyula 2019. 6. 14. Budapest, EISZ Iroda, MTA Székház
- A SzóTudásTár, a legnagyobb magyar szótár online. Társelőadó: Kiss Gyula 2019. 6. 14. Budapest, EISZ Iroda, MTA székház
- A magyar bibliafordítás története. 2019. 8. 15. Széphalom, Anyanyelvápolók Szövetsége, Anyanyelvi tábor
- A Szó-Tudás-Tár, a TINTA Könyvkiadó online egynyelvű magyar szótárrendszere. Felhasználása a közoktatásban az anyanyelvi kompetencia fejlesztéséhez. Társelőadók: Kiss Gyula, Kiss Márton 2019. 11. 12. Budapest ELTE BTK, MTA Szótári Munkabizottsága, Szótárnap
- A magyar bibliafordítás történetének fő állomásai. 2019. 12. 3. Budapest-Albertfalva, AKTK, Szent Mihály Akadémia
- Egész nemzeti műveltségünk anyanyelvünkön alapszik. A TINTA Könyvkiadó könyvbemutatója. 2019. 12. 11. Budapest, TINTA Könyvkiadó, Józsa Judit Galéria
- Játékos anyanyelvünk. 2019. 12. 12. Borota, Katona József Megyei Könyvtár, Kecskemét
- A kultúra őrzője az írás. 2020. 1. 23. Budapest, Nyelvőrző Szalon, Józsa Judit Galéria
- A szó az élet tükre. A magyar valóság tükröződése szavainkban. Elhangzott Minya Károly Új szavak III. c. szótárának bemutatóján. 2020. 2. 19. Nyíregyháza, Nyíregyházi Egyetem, Városi Könyvtár
- A szó az élet tükre. A magyar valóság tükröződése szavainkban. 2020. február 27. Budapest, Nyelvőrző Szalon, Józsa Judit Galéria
- A magyar bibliafordítás történetének 8 fő állomása. 2 kézírásos és 6 nyomtatott Biblia. 2020. 3. 3. Budapest, Tomori Pál Akadémia

## Hobbijai
A magyar nyelv régi és új szótárainak gyűjtése, kiállítások rendezése a magyar szótárak története, valamint a magyar bibliafordítások története témakörben. Szótárgyűjteménye megtalálható az interneten is.